# Équipe du Mexique de football
Cet article traite de l'équipe masculine. Pour l'équipe féminine, voir Équipe du Mexique de football féminin.
Maillots
L'équipe du Mexique de football, créée en 1923, est l'équipe nationale représentant le Mexique en football masculin. Cette équipe est dirigée par la Fédération du Mexique (Femexfut), qui est affiliée à la FIFA depuis 1929 et est un des membres fondateurs de la CONCACAF en 1961.
Les origines de cette équipe remontent aux années 1920. Elle va, tout au long de son histoire, démontrer qu'elle est la meilleure équipe de la zone CONCACAF, remportant pas moins de six titres aux Jeux d'Amérique centrale et des Caraïbes, quatre titres aux Jeux panaméricains ainsi que 13 titres de champion de la CONCACAF et trois Championnat nord-américain des nations. Mais le titre le plus prestigieux de la sélection mexicaine est sans nul doute celui de la Coupe des confédérations 1999 qu'elle remporte à domicile face au Brésil. El Tri a participé à la Coupe du monde à quinze reprises et a obtenu ses meilleurs résultats lors de deux éditions que le pays a accueilli en atteignant les quarts de finale en 1970 et 1986.
Le Mexique organise ses matchs au stade Azteca, dans la ville de Mexico. Le classement FIFA le plus élevé de la sélection est une 4e place occupée en février 1998.

## Histoire

### Les débuts (1923-1928)

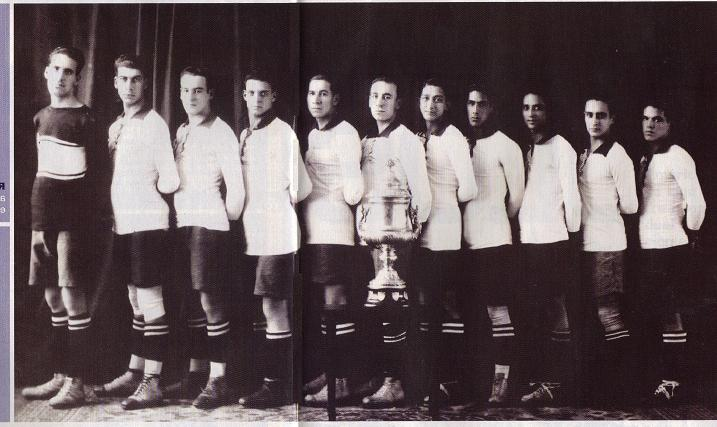
L'équipe du Club América formant la base de la première équipe nationale mexicaine.

Dans les années 1920, le football n'est pratiqué au Mexique que par les expatriés européens, le pays n'ayant pas encore de réelle représentation nationale et étant encore fortement dépendant des écoles anglaises et espagnoles qui exercent une forte influence sur le pays durant plusieurs décennies.
C'est à la fin de l'année 1922 que l'ambassadeur du Mexique au Guatemala, Juan de Dios Bojórquez (es), invite la seule équipe du championnat composée principalement de joueurs mexicains, le Club America, à jouer plusieurs matchs amicaux au début de janvier 1923 contre le CSD Comunicaciones, devenant ainsi la première équipe représentant le Mexique à l'étranger. Alors que l'équipe du CSD Comunicaciones est reconnue par la suite comme équipe du Guatemala par sa fédération, ce n'est pas le cas de l'équipe du Club America, ce qui ne permet pas d'officialiser ce match comme le premier match de l'équipe nationale mexicaine mais seulement comme le premier match international d'une équipe composée de joueurs mexicains.
En contrepartie des matchs joués en janvier, l'équipe du Guatemala fait également une tournée au Mexique à la fin de l'année 1923. C'est ainsi qu'une équipe officiellement reconnue comme sélection mexicaine, composée principalement de joueurs du Club America, du CF Atlante et du Guerra y Marina, accueille les représentants guatémaltèques en décembre 1923. L'équipe mexicaine dispute le premier de ses trois matchs amicaux le 9 décembre dans le Parque España. Lors de ce premier match, Adolfo Frías Beltran, le premier sélectionneur national, aligne Ignacio de la Garza dans les buts, Pedro Legarreta et Rafael Garza Gutiérrez en défense, le deuxième étant par ailleurs le capitaine de l'équipe, Enrique Esquivel, Aurelio Yáñez et Roberto Jardón au milieu du terrain et Carlos Garcés, Horacio Ortiz, Adeodato Lopez, Mauro Guadarrama, le premier buteur de l'histoire de l'équipe mexicaine, et Cornelio Cuevas en attaque. Les résultats de trois matchs opposant les deux équipes sont deux victoires pour les Mexicains (deux buts à un et deux buts à zéro) et un match nul (trois buts partout).
La sélection mexicaine va devoir attendre près de cinq ans après avoir joué ses trois premiers matchs pour être à nouveau composée afin de participer à sa première compétition internationale, les Jeux olympiques d'été de 1928 à Amsterdam.

### Premiers tournois et succès internationaux (1928-1939)

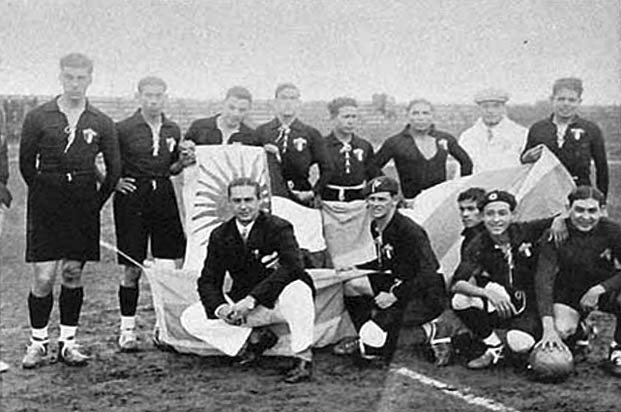
Équipe du Mexique à la Coupe du monde 1930.

Le Mexique se fait connaitre internationalement lors de ses débuts en compétition officielle durant les Jeux olympiques d'Amsterdam de 1928. Il joue ainsi son premier match, le 30 mai 1928, dans une compétition officielle contre l'Espagne et s'incline lourdement sur le score de sept buts à un. Par la suite, l'équipe dirigée alors par Jésus Salgado s'incline une deuxième fois face au Chili sur le score de trois buts à un.
La même année, le congrès de la FIFA se réunit à Amsterdam et décide d'organiser un tournoi de football. L'Uruguay est choisi comme hôte du tournoi et le Mexique est invité à la première Coupe du monde de football en 1930. La sélection aztèque se retrouve dans le groupe A, avec l’Argentine, le Chili et la France. Le 13 juillet 1930, il participe donc au premier match de l'histoire de la Coupe du monde et s'incline quatre buts à un face à l'équipe de France. L'attaquant Juan Carreño marque le seul but du match pour son équipe et devient par la même le premier joueur mexicain à marquer un but dans une Coupe du monde. La suite de la compétition ne lui est guère plus favorable, puisque la sélection mexicaine s'incline face au Chili trois buts à zéro puis face à l’Argentine six buts à trois dont un doublé de Manuel Rosas et un but de Roberto Gayón.
Après avoir remporté ses trois matchs de second tour des éliminatoires nord-américains pour la Coupe du monde 1934 contre Cuba (3-2, 5-0 et 4-1), le Mexique se retrouve au troisième et dernier tour opposé aux États-Unis, demi-finaliste de la première édition et qui fait son entrée en compétition. Mais les fédérations mexicaine et américaine ne parviennent pas à s'entendre sur l'organisation des rencontres. Finalement les deux équipes sont invitées à faire le déplacement en Europe et se retrouvent en Italie peu avant le début du tournoi. C'est là, sur terrain neutre à Rome le 24 mai 1934, que se déroule donc l'ultime match éliminatoire opposant l'équipe du Mexique à l'équipe américaine. Les États-Unis l'emportent sur le score de quatre buts à deux, privant les joueurs mexicains de phase finale.
Après cet échec en qualification pour la Coupe du monde 1934, le Mexique participe à la troisième édition des Jeux d'Amérique centrale et des Caraïbes, qui ont eu lieu au Salvador en 1935. Après avoir battu le Salvador assez facilement (8-1) le 27 mars, les Mexicains vont disposer également du Guatemala sur le score de cinq buts à un, de Cuba sur le score de six buts à un et du Honduras sur le score de huit buts à deux. Le 2 avril 1935, le Mexique remporte sa première compétition internationale majeure en s'imposant deux buts à zéro face au Costa Rica.
En septembre 1937, l'équipe retrouve la compétition après deux années sans activité, pour accueillir les États-Unis à Mexico, ce qui marque le début de la rivalité entre ces deux nations qui vont dominer la zone nord-américaine pendant de nombreuses années. Après trois victoires probantes face à leurs voisins américains, la fédération mexicaine déclare forfait pour des raisons administratives pour les éliminatoires de la Coupe du monde 1938 qui aura lieu en France. En février 1938, la sélection mexicaine participe néanmoins à la quatrième édition des Jeux d'Amérique centrale et des Caraïbes au Panama, et après avoir dominé le Venezuela, le Salvador et le Panama, l'équipe aztèque décroche un deuxième titre consécutif dans cette compétition, le 22 février 1938, en battant une nouvelle fois le Costa Rica grâce à un doublé d'Horacio Casarín.

### Les deux décennies d'errance (1939-1961)

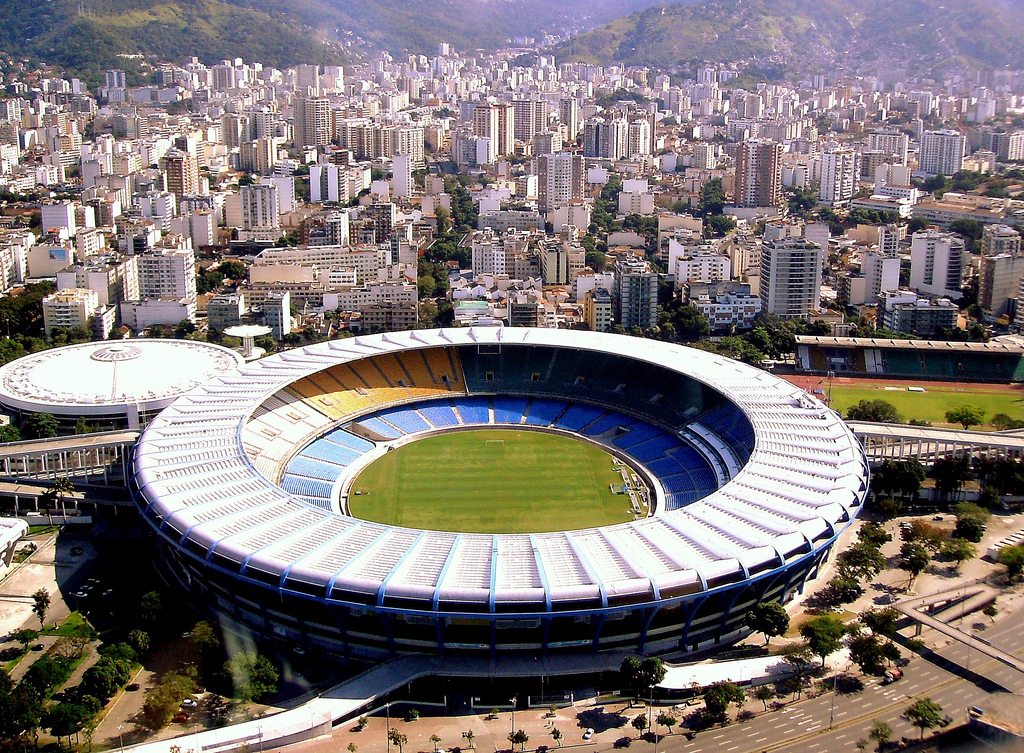
Stade Maracanã accueillant le match inaugural de la Coupe du monde 1950 entre le Mexique et le Brésil.

Le Mexique se qualifie pour la Coupe du monde 1950 au Brésil, en battant facilement les deux seules équipes participants aux éliminatoires de la compétition que sont les États-Unis et Cuba, signant ainsi son retour sur la scène mondiale, alors que sa seule participation en phase finale de Coupe du monde remontait à 1930. La sélection mexicaine ne sera pas plus brillante que vingt ans auparavant, s'inclinant à trois reprises, lors du match d'ouverture contre le Brésil (4-0), puis contre la Yougoslavie (4-1) et enfin contre la Suisse (2-1). Elle finit ainsi, sans avoir marqué le moindre point, à la dernière place de son groupe comme en 1930.
Lors la Coupe du monde 1954 en Suisse, le Mexique ne montre pas de progrès, faisant juste acte de présence dans le tournoi. Tombée une nouvelle fois dans le groupe du Brésil, de la Yougoslavie et de la France, il s'incline lourdement face au Brésil (5-0), puis de peu face à la France (3-2) sur un pénalty inscrit en fin de match par Raymond Kopa, l'un des meilleurs joueurs de l'époque. Il quitte une nouvelle fois la Coupe du monde sans points, mais avec la consolation que José Luis Lamadrid et Tomás Balcázar aient marqué deux buts.

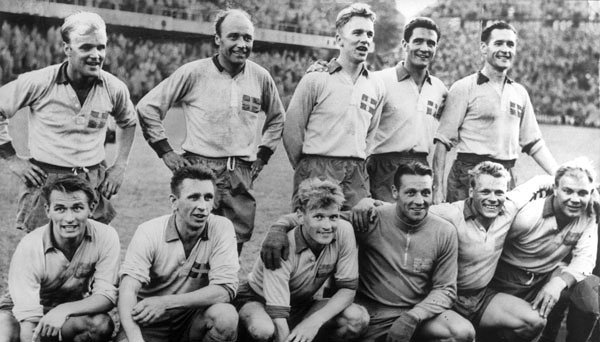
Équipe suédoise affrontant le Mexique lors du match d'ouverture de la Coupe du monde 1958.

Lors de la Coupe du monde 1958 en Suède, le Mexique dispute une nouvelle fois le match d'ouverture face au pays hôte, la Suède. Le groupe dans lequel elle joue s'avère difficile et va une nouvelle fois provoquer la perte de l'équipe centre-américaine, battue d'entrée par la Suède (3-0) et sombrant face à la Hongrie (4-0) lors de la dernière journée. Après neuf défaites en autant de matchs depuis 1930, le Mexique marque néanmoins son tout premier point, face aux gallois (1-1) lors de la seconde journée, terminant un match invaincu pour la première fois en phase finale.

### La création de la CONCACAF et le premier mondial mexicain (1961-1974)
En 1961 naît la Femexfut, qui devient membre de la Confédération de football d'Amérique du Nord, d'Amérique centrale et des Caraïbes. Cette même année, le Mexique enregistre la plus lourde défaite de son histoire contre l’Angleterre, le 10 mai 1961, à Londres : 8-0. Après avoir remporté brillamment les éliminatoires de la toute nouvelle zone CONCACAF, puis avoir battu le Paraguay lors d'un match de barrage, la sélection mexicaine se qualifie pour la Coupe du monde 1962 au Chili. Elle s'incline à deux reprises face au Brésil de Pelé sur le score de deux buts à zéro et contre l'Espagne sur le score d'un but à zéro. Le but espagnol est inscrit à la quatre-vingt-dixième minutes par Joaquín Peiró et devient le fameux maldito gol qui conduit l'écrivain mexicain Fernando Marcos, par la suite, à écrire sa célèbre phrase : 

« El último minuto también tiene 60 segundos (La dernière minute a également soixante secondes). »

 Le 7 juin, lors de la dernière journée du groupe 3, au stade Sausalito à Viña del Mar, le Mexique, déjà éliminé, crée la sensation en remportant sa toute première victoire en phase finale de Coupe du monde contre le futur finaliste, la Tchécoslovaquie (3-1), avec des buts d'Isidoro Díaz, d'Alfredo del Águila et d'Héctor Hernández. Cette victoire historique met fin à une série de douze défaites concédées et un nul obtenu de 1930 à 1962.
À la suite de cette compétition est créée la Coupe des nations de la CONCACAF, dont la première édition, qui a lieu au Salvador en 1963, est remportée par le Costa Rica qui a éliminé le Mexique au premier tour. Les Mexicains finissent en effet troisièmes de leur groupe lors de ce premier tour après s'être inclinés face aux Antilles néerlandaises, fait un nul contre le Costa Rica et écrasé la Jamaïque. Mais le géant centre-américain ne tarde pas à inscrire son nom au palmarès, puisqu'il s'impose dès la seconde édition qui se déroule au Guatemala en 1965. En effet, alors que le tenant du titre n'arrive pas à s'imposer face au Guatemala et au Mexique, ces deux derniers se retrouvent lors d'un match décisif le 11 avril qui voit les Mexicains s'imposer sur le score de deux buts à un, empêchant ainsi les Guatémaltèques de remporter le titre devant leur public.
Lors de la Coupe du monde 1966 qui se déroule l'année suivante en Angleterre, le gardien de but de la sélection mexicaine, Antonio Carbajal, devient le premier joueur à participer cinq fois consécutivement à la phase finale ce qui lui vaudra le surnom de El Cinco Copas. Il partage aujourd'hui ce titre avec le défenseur allemand Lothar Matthäus et son compatriote Rafael Márquez. Le premier match pour le Mexique se termine sur le score nul d'un but partout face à la France. Une fois de plus dans le groupe de l'équipe hôte de la compétition, la sélection mexicaine va s'incliner contre l'Angleterre (0-2) puis obtenir un nouveau match nul (0-0) contre l'Uruguay. Éliminé une fois de plus au premier tour du mondial, le Mexique va perdre ensuite son titre de champion de la CONCACAF lors de la Coupe des nations de la CONCACAF 1967 au Honduras, notamment battue lors du tour final par l'incontournable Guatemala qui décroche son premier titre continental. Deux ans plus tard, lors de la Coupe des nations de la CONCACAF 1969, le Mexique fait pâle figure en ne remportant qu'une petite victoire contre la Jamaïque, terminant ainsi à la quatrième place de la phase finale.

Logo de la Coupe du monde 1970.

En octobre 1964, le Mexique est désigné pour organiser la Coupe du monde 1970. La sélection mexicaine se retrouve donc avec la mission de faire mieux que l'unique victoire remportée jusqu'à présent en coupe du monde en s'appuyant sur le soutien de la population et sur le stade Azteca, symbole de cette coupe du monde mexicaine. Le match d'ouverture a lieu le 31 mai entre le Mexique et l'Union soviétique dans un stade Azteca à guichets fermés, qui va cependant rester sur sa faim, puisque les deux équipes se séparent sur un score nul et vierge. Le deuxième match oppose les Mexicains au Salvador, un de leurs très proches voisins, et se termine sur une nette victoire de l'équipe locale sur le score de quatre buts à zéro. Enfin, le 11 juin, les aztèques s'imposent grâce à un petit but de Gustavo Peña face à la Belgique. En remportant deux matchs le Mexique termine en tête de son groupe à égalité avec l'URSS et pour la première fois de son histoire se qualifie pour les quarts de finale du mundial. Le 14 juin au stade de la Bombonera de Toluca, le rêve de la sélection tricolore prend fin. Le Mexique, après avoir pourtant ouvert le score grâce à Jose Luis Gonzalez à la 13e minute, s'incline en effet quatre buts à un face à l'Italie, les Italiens faisant la différence en seconde période,.
En 1971, après une coupe du monde à domicile réussie, le Mexique récupère son titre continental lors de la Coupe des nations de la CONCACAF 1971 à Trinité-et-Tobago en dominant les débats, n'étant tenu en échec que par Haïti lors de la phase finale du tournoi. Haïti accueille l'édition suivante de la compétition en 1973, qui est la première édition faisant également office de qualification pour la Coupe du monde. Le Mexique y est tout d'abord tenu en échec par le Guatemala, puis fait un autre match nul face au Honduras avant de s'imposer contre les Antilles néerlandaises et contre Trinité-et-Tobago pour finalement être battu lors de la dernière rencontre un but à zéro par Haïti et terminer à la troisième place de la compétition.

### Des années difficiles et le second mondial mexicain (1974-1990)
À partir de 1974, l'histoire de la sélection mexicaine est marquée par le contraste entre les succès obtenus lors des compétitions régionales et son absence ou sa discrétion sur la scène mondiale. Lors de la Coupe des nations de la CONCACAF 1977, qualificative pour la Coupe du monde 1978 en Argentine, la sélection aztèque s'appuie sur son public, la compétition ayant lieu au Mexique, pour remporter son troisième titre continental et se qualifier pour la phase finale de la coupe du monde. Les spécialistes et les supporteurs attendent beaucoup de cette équipe qui a fini seconde lors de la Coupe du monde des moins de 20 ans 1977 et qui a écrasé ses rivaux habituels lors de la phase de qualification. Les Mexicains se retrouvent cependant dans un groupe trop difficile avec la RFA et la Pologne, où seule la Tunisie semblait à leur portée, et subiront ainsi une désillusion comparable à celles de 1930, 1950 et 1954, en s'inclinant à trois reprises dont une lourde défaite six buts à zéro face aux Allemands,.
En 1981, le Mexique rate une nouvelle fois la défense de son titre continental lors de la Coupe des nations de la CONCACAF 1981 qui se déroule au Honduras. Après une belle victoire sur Cuba, les Mexicains vont réaliser des matchs nuls contre les autres équipes et même s'incliner face au Salvador, permettant ainsi à ces derniers et au Honduras de se qualifier pour la Coupe du monde 1982 en Espagne,.
La fédération internationale choisit le Mexique le 20 mai 1983 pour accueillir la Coupe du monde 1986 à la suite du forfait de la Colombie, qui avait été désignée comme hôte de la compétition dans un premier temps, mais qui ne pouvait plus répondre au cahier des charges imposé par la FIFA, en raison notamment du passage de 16 à 24 participants au tournoi. Malgré l'important séisme de septembre 1985 qui aurait pu remettre en cause cette organisation il devient ainsi le premier pays à accueillir deux fois la compétition mondiale À cette occasion, le Mexique retrouve son meilleur niveau après plusieurs années de stagnation, et ce grâce à l'impact d'un seul homme : Bora Milutinović, le sélectionneur serbe des aztèques pour cette compétition. Le premier tour est presque une formalité, les Mexicains s'imposant le 3 juin contre la Belgique deux buts à un avec des buts de Fernando Quirarte et d'Hugo Sánchez, devant près de 110 000 spectateurs, avant de faire un nul contre le Paraguay le 7 juin, match durant lequel Hugo Sánchez, attaquant du Real Madrid et seul joueur de l'équipe évoluant à l'étranger, rate un penalty à la dernière minute du match. Lors de la dernière journée, les Mexicains battent l'Irak un but à zéro, ce qui leur permet de terminer en tête de leur groupe et de valider la qualification pour les huitièmes de finale.
Le 15 juin, de nouveau devant près de 115 000 spectateurs au stade Azteca, le Mexique vient à bout de la Bulgarie en huitième de finale sur le score de deux buts à zéro, dont un but mémorable de Manuel Negrete, inscrit en réalisant un ciseau retourné. Ce but, pour lequel une statue commémorative a été érigé devant le stade, est toujours considéré comme le plus beau but marqué par un joueur mexicain. Malheureusement, le beau parcours de l'équipe tricolore prend fin en quart de finale dans le stade de Monterrey, contre la RFA. Après avoir tenu en échec les Allemands sur le score nul et vierge de zéro partout durant le temps réglementaire et la prolongation, c'est finalement aux tirs au but que les Mexicains vont s’incliner sur le score de quatre tirs à un à cause de deux arrêts du gardien allemand Harald Schumacher, alors qu'un but avait été injustement refusé à Francisco Javier Cruz, par l'arbitre colombien Jesús Díaz Palacio. Le Mexique est éliminé sans avoir connu la défaite, et comme en 1970, il sera classé à la sixième place mondiale ce qui reste sa meilleure performance en Coupe du monde.
En 1988 éclate le scandale des "cachirules" aussi connu comme "Le cachirulazo" qui va fortement influencer le football mexicain. Les instances internationales découvrent que l'équipe des moins de 20 ans a utilisé, au mois d'avril 1988, au moins quatre joueurs ayant dépassé l'âge légal, dans le cadre de la qualification pour la Coupe du monde 1989 des moins de 20 ans qui a eu lieu au Guatemala.
À l'origine, la punition ne devait s'appliquer qu'à l'équipe de jeunes impliquée dans le scandale, mais devant l'intransigeance et le mépris que les dirigeants mexicains ont démontré face aux instances de la FIFA, ces dernières décident d'étendre la sanction à l'ensemble des équipes nationales mexicaines qui se voient exclues de toute compétition internationale pour une période de deux ans (1988-1990), empêchant donc le Mexique de participer à la phase qualificative à la Coupe du monde 1990 en Italie. L'épisode des "cachirules" est considéré au Mexique comme un fait marquant dans l'histoire du football mexicain,.

### Une montée en puissance (1990-1999)
Le Mexique retrouve la scène internationale à l'issue de cette sanction lors de la Gold Cup 1991, nouveau nom de la compétition continentale de la CONCACAF qui se déroule aux États-Unis. Après un premier tour compliqué, les Mexicains sont éliminés en demi-finale par les Américains, futurs vainqueurs de l'épreuve, sur le score de deux buts à zéro. Deux ans plus tard, la sélection aztèque est invitée à participer pour la première fois à la Copa América (Amérique du sud). Les Mexicains vont d'ailleurs faire sensation lors de cette compétition où ils se retrouvent dans le groupe C avec la Colombie, l'Argentine et la Bolivie. Après s'être qualifié de justesse en terminant troisième de son groupe, le Mexique s'impose en quart de finale face au Pérou sur le score de quatre buts à deux avant de battre l'hôte de la compétition, l'Équateur, deux buts à zéro en demi-finale. Les Mexicains retrouvent en finale l'Argentine qui s'impose deux buts à un grâce à un doublé de Gabriel Batistuta. Dans la foulée, le Mexique enchaîne le mois suivant avec la Gold Cup 1993 qu'il co-organise avec les États-Unis et va écraser la concurrence continentale en inscrivant pas moins de 28 buts en cinq matchs dont quatre lors de la finale face aux États-Unis, permettant ainsi au Mexique de décrocher son quatrième titre continental.
Après des qualifications pour la Coupe du monde 1994 compliquées, les observateurs reconnaissent cependant que les Mexicains jouent un football brillant. Le Mexique débute mal le tournoi en s'inclinant face à la Norvège (0-1) puis se ressaisit en s'imposant face à l'Irlande (2-1), et enfin arrache un nul suffisant contre l'Italie (1-1) pour se qualifier. Grâce au nombre de buts marqués, la sélection aztèque obtient la première place d'un groupe particulièrement serré où les quatre équipes terminent à égalité de points ! Le Mexique est éliminé dès le tour suivant par la Bulgarie lors d'une séance de tirs au but permettant aux bulgares de prendre leur revanche sur l'élimination de 1986. Il est à nouveau sur le pont dès l'hiver suivant, puisqu'en tant que champion en titre de la CONCACAF, il participe à la première Coupe des confédérations qui se déroule en Arabie saoudite. Il termine à une très belle troisième place derrière le Danemark et l'Argentine.

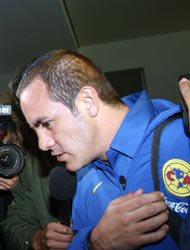
Cuauhtémoc Blanco, star du football mexicain à la fin des années 1990.

Lors de l'été qui suit, les Mexicains sont une nouvelle fois invités à participer à la Copa América 1995, mais celle-ci ne se déroule pas aussi bien que la précédente. Après avoir encore terminé à la troisième place de son groupe, il est éliminé en quart de finale par un autre invité, les États-Unis, lors d'une séance de tirs au but qui se conclut sur le score de quatre buts à deux. L'année suivante, le Mexique se retrouve aux États-Unis pour défendre son titre de champion de la CONCACAF lors de la Gold Cup 1996. Après avoir survolé son groupe de qualification, la sélection mexicaine va s'imposer contre le Guatemala en demi-finale grâce à un but de Cuauhtémoc Blanco à la 64e minute et créer la surprise en battant en finale le Brésil, invité à prendre part à la compétition, sur le score de deux buts à zéro avec des réalisations de Blanco et Luis García Postigo. Elle remporte ainsi sa cinquième couronne continentale justifiant une fois de plus son surnom de "géant" de la zone CONCACAF.
L'année qui suit, la sélection aztèque est invitée pour la troisième fois à participer à la Copa América 1997 qui se déroule en Bolivie. Après avoir terminé à la seconde place de son groupe, elle atteint les demi-finales où elle est éliminée par la Bolivie qui a l'avantage de jouer à domicile. Elle termine finalement troisième de la compétition en remportant 1-0 la petite finale le Pérou. Durant l'hiver qui suit, le Mexique participe à deux compétitions qui vont lui permettre de se préparer pour la Coupe du monde 1998. La Coupe des confédérations 1997 qui se déroule encore en Arabie saoudite ne réussit pas à la sélection mexicaine qui se fait éliminer au premier tour notamment à cause d'une défaite face à l'Australie. Mais les aztèques se ressaisissent rapidement puisqu'ils remportent une nouvelle fois le titre continental lors de la Gold Cup 1998 qui se déroule aux États-Unis. Après avoir dominé son groupe de qualification, ils s'imposent sur le score de un but à zéro en demi-finales et en finale respectivement face à la Jamaïque et aux États-Unis, deux équipes également qualifiées pour la future coupe du monde.
La campagne de qualification de la Coupe du monde 1998 ne ressemble pas aux précédentes, le Mexique peine à afficher sa supériorité sur les autres membres de la zone CONCACAF, même s'il termine finalement à la première place de ces qualifications avec quatre victoires et six nuls. Les procédés du sélectionneur Manuel Lapuente font douter les observateurs à la suite des matchs nuls concédés contre des équipes réputées faibles et aux défaites en amical face à des nations d'un autre niveau. Malgré tout, les Mexicains réalisent une bonne Coupe du monde 1998. Deuxième de leur groupe derrière les Pays-Bas (contre qui ils font un match nul deux buts partout), et devant la Belgique (2-2) et la Corée du Sud (qu'il bat trois buts à un), le Mexique se qualifie pour les huitièmes de finale. Malheureusement, il affronte une fois de plus l'Allemagne, l'un des favoris pour le titre, qui l'élimine sur le score de deux buts à un. Luis Hernández devient, lors de la compétition, le meilleur buteur mexicain lors d'une coupe du monde avec quatre réalisations.

Logo de la Coupe des confédérations 1999 se déroulant au Mexique et remportée par la sélection aztèque.

De nouveau invités à participer à la Copa América 1999 qui se déroule au Paraguay, les aztèques terminent à la seconde place de leur groupe et atteignent les demi-finales où ils perdent face au Brésil sur le score de deux buts à zéro. Comme deux ans auparavant, ils remportent la petite finale, face au Chili sur le score de deux buts à un.
Le Mexique est un mois plus tard hôte de la Coupe des confédérations 1999. L'ensemble de la communauté footballistique attend de cette équipe qu'elle confirme tous les espoirs qu'elle a suscités lors des deux dernières compétitions. Pour cela, Manuel Lapuente peut compter sur une équipe expérimentée composée de nombreux joueurs de talent comme Cuauhtémoc Blanco, José Manuel Abundis, Rafael Márquez, Claudio Suárez et Miguel Zepeda. Après une première phase plutôt bien maîtrisée avec un match nul face à l'Égypte et deux victoires face à la Bolivie et l'Arabie saoudite, les Mexicains peinent lors de la demi-finale face aux États-Unis, l'autre géant de la zone CONCACAF, ne s'imposant qu'au bout des prolongations grâce à l'incontournable Cuauhtémoc Blanco. Lors de la grande finale, ils retrouvent le Brésil qui se présente dans un stade Azteca à guichets fermés avec ses stars, Ronaldinho, Dida, Emerson ou encore Vampeta. Les 110 000 spectateurs présents ce jour-là ne vont pas être déçus du spectacle, puisque dès la 13e minute, Miguel Zepeda ouvre la marque pour les locaux avant que José Manuel Abundis n'enfonce le clou à la 28e minute. Les Brésiliens ne se laissent cependant pas faire et reviennent au score à la 43e minute par Serginho, puis à la 47e minute par Ronaldinho, ramenant les deux équipes à égalité. Mais ce 4 août 1999, l'homme du match est mexicain : Miguel Zepeda redonne un but d'avance à son équipe à la 51e minute, avant que l'incontournable Cuauhtémoc Blanco ne scelle le sort de ce match à la 62e minute et ce malgré la réduction du score de Zé Roberto à la 63e minute. C'est ainsi que devant son public, le Mexique décroche son premier titre intercontinental. Ce titre reste à ce jour la meilleure performance des aztèques dans une compétition à l'échelon mondial.

### Un retour sur terre difficile (1999-2006)
Le Mexique peine à confirmer ce titre intercontinental l'année suivante lors de la Gold Cup 2000, où après un premier tour maîtrisé, il se fait surprendre par le Canada en quarts de finale, deux buts à un. Les Canadiens décrochent d'ailleurs par la suite le titre continental mettant fin à l'hégémonie du Mexique sur la scène continentale. L'année suivante, il va également perdre son titre lors de la Coupe des confédérations 2001 qui se déroule au Japon et en Corée du Sud. Il perd ses trois matchs au premier tour face à l'Australie, la France et la Corée du Sud, terminant à la dernière place du groupe sans avoir jamais donné l'impression de pouvoir faire mieux. Il réagit dès le mois suivant alors qu'il est une nouvelle fois invité à participer à la Copa América 2001 qui se déroule en Colombie. Après avoir terminé à la deuxième place de son groupe derrière l'incontournable Brésil, les Mexicains vont atteindre une nouvelle fois la finale en battant respectivement le Chili (2-0 en quarts de finale) et l'Uruguay (2-1, en demi-finale), pour finalement s'incliner pour le titre face la Colombie sur le score d'un but à zéro.
Lors de la campagne de qualification pour la Coupe du monde 2002, le Mexique souffre grandement en devant faire face à une concurrence de plus en plus importante au sein de la zone CONCACAF. La sélection aztèque perd d'ailleurs pour la première fois lors d'un match officiel au stade Azteca contre le Costa Rica, match qui est connu au Mexique comme l'Aztecazo. À la suite de ces mauvais résultats, le sélectionneur Javier Aguirre est remplacé par Enrique Meza, changement gagnant puisqu'elle termine finalement deuxième de la zone alors que tout semblait perdu. Mais cette embellie ne va pas se traduire par des résultats probants lors de la Gold Cup 2002 qui a lieu à quelques mois de la Coupe du monde. Les Mexicains vont en effet tomber dès les quarts de finale de la compétition face à la Corée du Sud invitée à participer à la compétition et futur hôte de la Coupe du monde. Lors de la Coupe du monde 2002 le Mexique termine premier de son groupe en s'imposant un à zéro face à la Croatie, grâce à un penalty de Cuauhtémoc Blanco, avant de s'imposer contre l'Équateur avec des buts de Jared Borgetti et Gerardo Torrado et de gagner un but à zéro face à l'Italie grâce à une nouvelle réalisation de Cuauhtémoc Blanco. Ce but est considéré comme l'un des plus beaux buts du tournoi. Lors du second tour, les Mexicains retrouvent une vieille connaissance de la zone CONCACAF et sont en position de favoris face aux États-Unis qui vont finalement créer la surprise en s'imposant deux buts à zéro après l'expulsion de Rafael Márquez à la suite d'un coup de tête infligé à Cobi Jones.

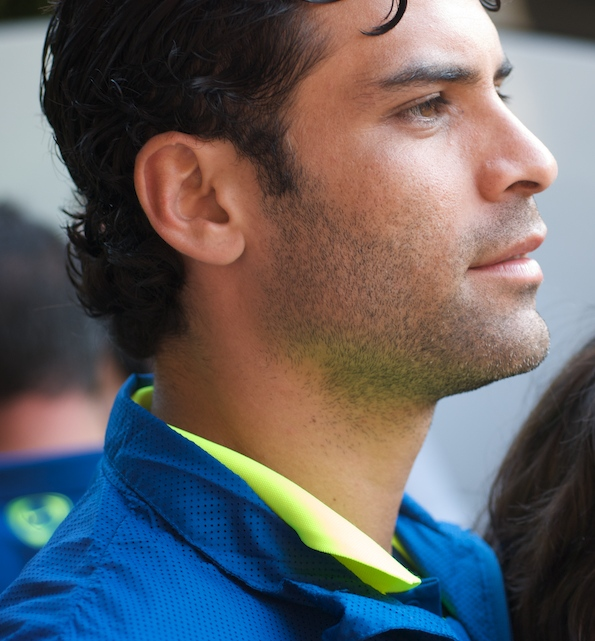
Rafael Marquez, capitaine emblématique de la sélection dans les années 2000.

Le 22 octobre 2002, l'Argentin Ricardo La Volpe, alors entraîneur du Club Toluca, est nommé sélectionneur national, face à la concurrence de son compatriote Carlos Bianchi et du brésilien Luiz Felipe Scolari. Son premier match avec la sélection aztèque est une défaite le 4 février 2003 contre l'Argentine à Los Angeles. Il décroche sa première victoire lors de son troisième match, le 19 mars en battant la Bolivie deux buts à zéro grâce à Pável Pardo et Jesús Olalde.
En juillet 2003, le Mexique va retrouver son rang de meilleure nation nord-américaine lors de la Gold Cup 2003 qu'il coorganise avec les États-Unis. Il entame la compétition en venant à bout des champions du monde en titre, le Brésil (1-0), grâce à une réalisation de Jared Borgetti. La suite du parcours est un sans-faute, les aztèques terminant en tête de leur groupe sans encaisser le moindre but puis écrasant lors des quarts de finale la Jamaïque (5-0) puis le Costa Rica lors des demi-finales. Ils retrouvent ainsi lors de la finale qui se déroule dans un stade Azteca à guichets fermés, le Brésil qui, bien que privé de plusieurs stars du moment, compte dans ses rangs de futures stars du football comme Kaká, Adriano ou Robinho. Après être arrivés au terme du temps réglementaire sur le score de zéro but à zéro, les aztèques vont inscrire le but de la victoire dès la 7e minute des prolongations par Daniel Osorno, mettant fin au match grâce à la règle du but en or et remportant ainsi leur septième titre continental.
L'été suivant, la sélection mexicaine participe pour la sixième fois à la Copa América 2004. Elle termine à la première place de son groupe devant notamment l'Argentine et l'Uruguay. Cependant, elle se fait humilier lors des quarts de finale par le Brésil quatre buts à zéro, qui prend sa revanche de la finale perdue l'année précédente. L'année suivante, elle participe à deux compétitions internationales durant l'été. Après avoir fait une belle prestation lors de la Coupe des confédérations 2005 en Allemagne en chutant en demi-finale face à l'Argentine lors de la séance des tirs au but, les Mexicains passent à côté de la Gold Cup 2005 en étant éliminés dès les quarts de finale par la Colombie sur le score de deux buts à un.
Contrairement aux éditions précédentes, le Mexique se qualifie assez aisément lors des éliminatoires de la Coupe du monde 2006 en terminant en tête de la zone CONCACAF grâce à de meilleurs résultats lors des confrontations directes avec les États-Unis. Le premier match des Mexicains de la Coupe du monde 2006 se déroule à Nuremberg face à la sélection iranienne où Omar Bravo avec un doublé et Zinha répondent au but de Yahya Golmohammadi, pour une victoire trois buts à un. Cependant, les aztèques déçoivent lors du match suivant ne parvenant pas à battre l'Angola (0-0) qui leur est pourtant nettement inférieur mais dont le gardien, João Ricardo est élu homme du match. Le 21 juin, le Mexique affronte pour son dernier match de groupe à Gelsenkirchen le Portugal et s'incline deux buts à un malgré la réalisation de Francisco Fonseca et le pénalty raté d'Omar Bravo. Malgré ces résultats moyens, il se qualifie pour les huitièmes de finale où il retrouve l'Argentine le 24 juin dans le stade de Leipzig. Le match est très équilibré et les individualités présentes dans les deux équipes n'arrivent pas à renverser les forces collectives. Les Mexicains ouvrent néanmoins le score par Rafael Márquez avant qu'Hernán Crespo égalise sur une frappe contrée par Jared Borgetti. À la fin du temps réglementaire les deux équipes sont donc dos à dos sur le score d'un but partout, mais la prolongation va tourner à l'avantage des Argentins lorsque Maxi Rodríguez inscrit un but incroyable permettant ainsi à son équipe de l'emporter et de se qualifier pour les quarts de finale.

### Renouveau sur la scène continentale et déceptions en Coupe du monde (2007-2015)
En février 2007, l'arrivée de l'ancienne star du football mexicain, Hugo Sánchez à la tête de la sélection mexicaine donne beaucoup d'espoir aux supporteurs de la sélection tricolore. Le premier match officiel d'Hugo Sánchez se joue lors de la Gold Cup 2007, avec une équipe fortement remaniée composée de joueurs issus des championnats européens et mexicains et avec le retour de Cuauhtémoc Blanco et de Jared Borgetti qui avaient pourtant pris leur retraite internationale. Cependant, l'équipe échoue en finale de la compétition face aux États-Unis sur le score de deux buts à un, après avoir eu beaucoup de mal lors de cette compétition face à des sélections censées être beaucoup moins fortes. Les Mexicains se rattrapent cependant dès le mois suivant lors de la Copa América 2007 en terminant à la troisième place de la compétition après avoir notamment battu le Brésil (2-0) et étrillé le Paraguay (6-0). Mais l'élimination de la sélection olympique lors du tournoi pré-olympique 2008 également encadré par Hugo Sánchez va lui être fatale.
En juin 2008 la Femexfut nomme le suédois Sven-Göran Eriksson sélectionneur de la sélection aztèque. La presse est toutefois sceptique, le technicien suédois ne parlant pas espagnol et n'ayant jamais été confronté au football mexicain. Son premier match officiel est cependant une victoire face au Honduras au stade Azteca, qui est le début de la phase dite des demi-finales des éliminatoires pour la Coupe du monde 2010 de la zone CONCACAF. Les Mexicains enchaînent sur cette lancée lors des journées suivantes en s'imposant face à la Jamaïque puis face au Canada, mais ces résultats vont s'inverser lors des matchs retour avec de mauvais résultats face à ces deux mêmes équipes. Après une nouvelle défaite face au Honduras, le Mexique atteint tout de même le tournoi final en terminant à la deuxième place de son groupe grâce à une meilleure différence de buts que la Jamaïque. À la suite de ces mauvais résultats, la presse nationale montre sa forte désapprobation quant au maintien à la tête de la sélection du technicien suédois, ce mécontentement général est alors amplifié par les défaites face aux États-Unis et au Honduras. Le 2 avril 2009 la fédération décide de se séparer de Sven-Göran Eriksson.
Le 16 avril 2009, c'est Javier Aguirre, déjà sélectionneur entre 2001 et 2002, qui est choisi pour remettre à flot le bateau mexicain, ce dernier ne souhaitant pas cependant être considéré comme le «sauveur de la sélection». Le premier match du nouveau sélectionneur est l'entrée en lice de la sélection mexicaine dans la Gold Cup 2009, qui va se dérouler de la meilleure des façons possibles. Après avoir dominé son groupe, le Mexique va facilement disposer d'Haïti en quart de finale, puis passer lors des prolongations en demi-finale face au Costa Rica. La finale contre les États-Unis qui se joue à New York est une revanche pour les Aztèques après ces dernières années passées derrière leurs adversaires dans la course à la domination de la zone nord-américaine. Le résultat de cette finale reste ancré dans l'histoire de la compétition, les Mexicains ne laissant aucune chance à leurs adversaires américains en s'imposant cinq buts à zéro grâce à Gerardo Torrado, Giovani dos Santos, Carlos Vela, José Antonio Castro et Guillermo Franco, mettant ainsi un terme à dix ans d'invincibilité des États-Unis face au Mexique sur leurs terres et décrochant le huitième titre continental de l'histoire du football mexicain.
Mais le vrai objectif de Javier Aguirre est ailleurs, après une défaite face au Salvador lors de la quatrième journée du tournoi final de qualification pour la Coupe du monde, les Mexicains vont se ressaisir et enregistrer une série de cinq victoires consécutives leur permettant de décrocher leur place pour le mondial sud-africain,. Les médias très critiques envers son prédécesseur vont encenser Javier Aguirre et Cuauhtémoc Blanco, en en faisant les sauveurs de l'équipe,.

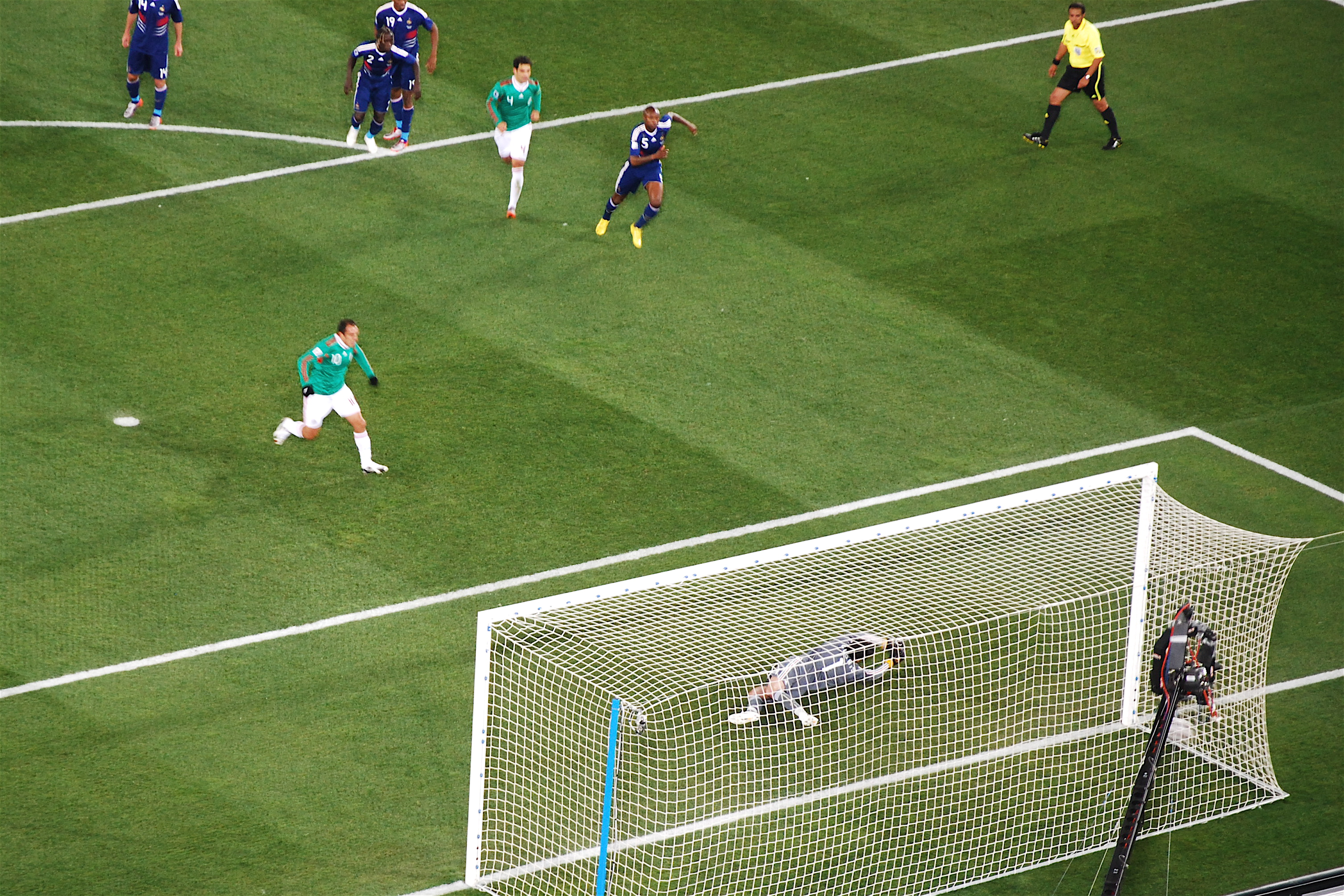
Match opposant le Mexique à la France lors de la Coupe du monde 2010.

Le 11 juin 2010, le Mexique participe au match d'ouverture de la Coupe du monde 2010 face à l'Afrique du Sud, match qui va être dominé par la sélection aztèque avant que les Sud-africains n'inscrivent un but par le biais de Siphiwe Tshabalala, but qui ne sera pas suffisant pour les locaux, Rafael Márquez ramenant les deux équipes à égalité pour un score final d'un but partout. Le 17 juin, le Mexique impressionne en s'imposant deux buts à zéro face à la France grâce à des buts de la nouvelle pépite du football mexicain Javier Hernández Balcázar, dit "El Chicharito" et de l’incontournable Cuauhtémoc Blanco. Le 22 juin et ce malgré sa défaite face à l'Uruguay, la sélection mexicaine se qualifie pour les huitièmes de finale de la compétition. Elle retrouve alors l'Argentine qui comme lors de la précédente Coupe du monde, va battre les Aztèques sur le score de trois buts à un, le Mexique devenant ainsi la première nation à échouer cinq fois d'affilée au même stade d'un mondial.
Le 18 octobre 2010, la Femexfut nomme José Manuel de la Torre à la tête de la sélection nationale, succédant à Javier Aguirre, parti au Real Saragosse. José Manuel de la Torre remporte dès l'été suivant son premier tournoi international en battant une nouvelle fois les États-Unis en finale de la Gold Cup 2011 sur le score de quatre buts à deux, en remportant six victoires sur six matches et en marquant 22 buts pour seulement quatre buts encaissés. De plus, le Mexique survole le 3e tour de qualification de la Coupe du monde 2014 dans sa zone avec également six victoires en six matches face au Costa Rica, au Salvador et à Guyana. Qualifié pour le 4e tour de qualification avec les États-Unis, le Costa Rica, le Panama, le Honduras et la Jamaïque, le Mexique entame ses qualifications de manière poussive en concédant cinq matches nuls dont trois 0-0 au stade Azteca contre une seule victoire contre la Jamaïque (1-0) à Kingston. Cette mauvaise passe se confirme lors des deux compétitions internationales de 2013 disputées par le Mexique, à savoir la Coupe des confédérations 2013, où les Aztèques sont éliminés dès le premier tour, et la Gold Cup 2013 où ils se font éliminer en demi-finale par le Panama qui les a également battus au 1er tour. La nouvelle défaite concédée le 6 septembre 2013 au stade Azteca face au Honduras (1-2) sonne le glas de José Manuel de la Torre, remplacé en interne par son adjoint, Luis Fernando Tena.
Le 12 septembre 2013, la Femexfut nomme Víctor Manuel Vucetich sélectionneur dont le premier match, le 11 octobre, se solde par une difficile victoire face au Panama (2-1), qui est suivi d'une défaite face au Costa Rica à San José (1-2), lors de la dernière journée de la poule. Néanmoins la victoire dans le temps additionnel des États-Unis 3-2 sur le Panama permet aux Mexicains de conserver la 4e place du groupe leur donnant le droit de jouer deux matches de barrage face à la Nouvelle-Zélande, les 13 et 20 novembre, pour accéder à la Coupe du monde 2014. Le 18 octobre, la fédération mexicaine change d'entraîneur en faisant appel à Miguel Herrera pour le temps des barrages. Après avoir battu largement les All Whites tant à l'aller (5-1) au stade Azteca qu'au retour (4-2) à Wellington, le Mexique assure sa participation à la Coupe du monde pour la 6e fois d'affilée. À la suite de ce succès, Miguel Herrera est confirmé à la tête du Mexique.
Lors du premier tour de la Coupe du monde 2014, les Mexicains affrontent, pour débuter, le Cameroun et s'imposent un but à zéro et ce malgré deux buts valables qui leur ont été refusés. Par la suite, c'est leur gardien Guillermo Ochoa qui va s'illustrer lors du match face au Brésil en préservant sa cage inviolée et ce malgré les assauts de Neymar et de Hulk. Enfin, le Mexique joue un « seizième de finale » lors de son dernier match face à la Croatie, les deux équipes ayant encore une chance de se qualifier. Les Mexicains s'imposent trois buts à un et décrochent ainsi leur billet pour un sixième huitième de finale consécutif dans la compétition. En huitième de finale, ils retrouvent les Pays-Bas, un des favoris de la compétition. Après une première mi-temps à leur avantage, ils ouvrent le score en début de seconde période par Giovani dos Santos, mais les oranges vont réagir en toute fin de match en égalisant à deux minutes de la fin par Wesley Sneijder puis en obtenant un penalty dans les arrêts de jeu transformé par Klaas-Jan Huntelaar. Le Mexique voit se poursuivre sa malédiction, en étant éliminé en huitième de finale pour la sixième fois consécutive.
L'après-mondial est malgré tout assez bien géré puisqu'il s'adjuge la Gold Cup 2015, non sans polémique, notamment lors de la demi-finale contre le Panama où les Mexicains se voient bénéficier de deux pénaltys très contestables par l'arbitre de la rencontre, l'Américain Mark Geiger.

### Depuis 2015

Logo de l'équipe jusqu'en décembre 2021.

Entretemps, le Mexique change deux fois de sélectionneur, Miguel Herrera cédant sa place au Brésilien Ricardo Ferretti qui assure l'intérim jusqu'à l'arrivée du Colombien Juan Carlos Osorio. Invité à participer à la Copa América Centenario, édition du centenaire de la Copa América, il remporte facilement le groupe C du tournoi après des victoires sur l'Uruguay (3-1), la Jamaïque (2-0) et un match nul contre le Venezuela (1-1). Néanmoins, en quarts de finale, il est étrillé par le Chili (7-0) qui met fin à une impressionnante série d'invincibilité de 22 matchs.
Qualifiés à la Coupe des confédérations 2017 en Russie, à la faveur d'un barrage remporté face aux Américains (3-2 a.p.), les Mexicains parviennent à franchir le 1er tour grâce notamment une victoire de prestige (1-2) sur la Russie, hôte du tournoi. Néanmoins en demi-finale, ils ne font pas le poids face à l'Allemagne qui s'impose dans les grandes largeurs (4-1) et doivent se contenter de disputer la "petite finale" face au Portugal qui finit par s'imposer en prolongations (2-1). Conséquence de ce match houleux, le coach Juan Carlos Osorio est suspendu six matchs par la FIFA en raison de ses menaces contre les arbitres dudit match. Remplacé par son assistant, Luis Pompilio Páez, qui dirige la sélection lors de la Gold Cup 2017, le Mexique choisit d'aborder la compétition en laissant au repos ses cadres, en appelant des joueurs issus exclusivement du championnat local. El Tri commence la défense de son titre par une victoire sur le Salvador (3-1), suivi d'un match nul et vierge face à la Jamaïque. Qualifiés pour les quarts-de-finale après une victoire plus difficile que prévu face à Curaçao (2-0), les Mexicains se défont du Honduras par la plus petite des marges avant de succomber devant la Jamaïque en demi-finales du tournoi (0-1).
Malgré cette déception, l'équipe se rattrape lors des éliminatoires de la Coupe du monde 2018 en assurant sa qualification à trois journées de la fin à la faveur d'une victoire étriquée dans son enceinte du Stade Azteca sur le Panama (1-0). Finalement qualifiée pour la Coupe du monde 2018 qui se tient en Russie, la Verde se retrouve au premier tour dans le groupe du favori Allemand, champion du monde en titre, en compagnie de la Suède, qui se passe de Zlatan Ibrahimovic, et de la Corée du Sud. Alors que l'enfer lui est promis faces aux Allemands pour son entrée dans la compétition, la bande à Ochoa, Marquez et Chicharito va créer une grande surprise en réalisant le premier exploit de ce mondial. Après une première demi-heure d'une rare intensité, Lozano ouvre le score à la 35e minute sur un contre rapidement mené. La folie qui entoure cette ouverture du score surprise va même jusqu'à déclencher un mini-séisme au Mexique. Le Mexique remporte son deuxième match face à la Corée du Sud (2-1) et se retrouve en position très favorable pour la qualification pour les huitièmes de finale. Cependant, sévèrement battu par la Suède lors de la dernière journée, le Mexique se fait des frayeurs et doit attendre le résultat de l'autre match entre l'Allemagne et la Corée du Sud. Celui-ci lui est favorable, les Coréens créant en effet la deuxième sensation du tournoi en battant eux aussi les Allemands (0-2), et le Mexique est qualifié. Mais comme depuis 1994, il est éliminé en huitième de finale (défaite 2 à 0 contre le Brésil, l'un des favoris).
Au Qatar, lors de la Coupe du monde 2022, le Mexique ne parvient pas à passer la phase de groupes pour la première fois depuis l'édition 1978. La Tri, se présente à Doha avec un effectif vieillissant (en moyenne 28,5 ans, la deuxième équipe la plus vieille de la compétition), comme en témoignent les présences de Guillermo Ochoa (37 ans), Andres Guardado (36 ans), et d'Alfredo Talavera (40 ans). Placé dans le groupe C aux côtés de l'Argentine, la Pologne et l'Arabie Saoudite, le Mexique entame la compétition par un match nul (0-0) face è leurs adversaires polonais, Guillermo Ochoa arrêtant le pénalty de Robert Lewandowski à l'heure de jeu. Lors de la deuxième rencontres, les joueurs de Gerardo Martino sont défaits 2-0 par l'Argentine, au terme d'une terne performance qui les éliminent presque de la compétition. Affrontant l'Arabie Saoudite pour le compte de la dernière journée de la phase de groupes, le Mexique retrouve espoir en menant par deux buts d'écart grâce à des réalisations d'Henry Martin et Luis Chávez, mais, malgré sa victoire (2-1), est tout de même éliminé de la compétition en raison de la différence de but, aux dépens de la Pologne. Alors que le Mexique avait habitué à la régularité en se qualifiant toujours pour le deuxième tour depuis 1978, ce résultat est perçu comme une grande déception, si bien que le sélectionneur argentin Gerardo Martino quitte ses fonctions le lendemain de l'élimination.

### Surnoms
L'équipe mexicaine possède plusieurs surnoms utilisés par les médias locaux sans pour autant qu'ils soient repris dans la presse internationale. Du fait des couleurs du maillot des joueurs mexicains, reprenant celles du drapeau national, la sélection est surnommée la Tri, la Tricolor ou encore la Verde.

### Couleurs
L'équipe nationale mexicaine utilise un système tricolore, composée des couleurs vert, blanc et rouge, ces trois couleurs proviennent du drapeau du Mexique. L'équipe a également conçu un maillot complètement blanc qui célébra les 200 ans d'indépendance du Mexique en 2010. D'autres styles ont été utilisés dans le passé comme lors de la Coupe du monde 1966, le kit était alors composé d'une chemise blanche et d'un short bleu marine. Lors de la Coupe du monde 1970, le kit était composé d'une chemise rouge avec un short bleu marine. Les chaussettes ont traditionnellement toujours été rouges, mais cela a pu être changé à l'occasion avec des chaussettes blanches,.
| 1930 | 1950              | 1954    | 1958    | 1962    | 1966    | 1970    | 1978    | 1986    | 1994    |
| 1995 | 1996-98           | 1999-00 | 2000-01 | 2002    | 2003    | 2004-05 | 2006    | 2007    | 2008-09 |
| 2010 | 2010 Bicentenaire | 2011-13 | 2014    | 2015-16 | 2016-17 | 2018    | 2019-20 | 2021-22 | 2022-23 |

Le tableau suivant répertorie les différents fabricants qui ont équipé la sélection mexicaine depuis 1978.
| Fabricant de maillot | Période     |
| -------------------- | ----------- |
| Levi's               | 1978-1979   |
| Pony                 | 1980-1983   |
| Adidas               | 1984-1990   |
| Umbro                | 1991-1994   |
| ABA Sport            | 1995-1998   |
| Garcis               | 1999-2000   |
| Atletica             | 2000-2002   |
| Nike                 | 2003-2006   |
| Adidas               | Depuis 2007 |

### Rivalités
| Lieux      | Victoires | Nuls | Défaites | Buts pour | Buts contre |
| ---------- | --------- | ---- | -------- | --------- | ----------- |
| Mexique    | 23        | 3    | 1        | 83        | 17          |
| États-Unis | 10        | 11   | 15       | 48        | 56          |
| Neutre     | 2         | 1    | 2        | 8         | 6           |
| Total      | 35        | 15   | 18       | 139       | 79          |

Depuis sa création en 1923, la sélection mexicaine a entretenu une forte rivalité sportive avec plusieurs autres sélections nationales sur le continent américain. La rivalité entre le Mexique et les États-Unis est aussi connue comme le Clásico nord-américain ou Clásico de la CONCACAF. Leurs confrontations débutent en 1934 avec un match de qualification pour la seconde édition de la Coupe du monde. Depuis, cette rivalité qui n'était pas fortement marquée durant les premières années, n'a cessé d'augmenter pour transformer chaque match en finale pour la suprématie du vainqueur sur la zone CONCACAF. Cette montée en intensité a même conduit plusieurs spécialistes à comparer cette rivalité à celle du Clásico sud-américain entre le Brésil et de l'Argentine.
En 68 confrontations entre les deux sélections, le solde est plutôt favorable à la sélection aztèque avec un total de 35 victoires, 15 nuls et 18 défaites pour 139 buts inscrits contre 79 encaissés. Le premier duel de l'histoire entre Mexicains et Américains a lieu le 24 mai 1934 à Rome pour définir quel sera le représentant nord-américain pour la Coupe du monde 1934 qui se déroule en Italie et est remporté par les Américains sur le score de quatre buts à deux. Durant de nombreuses années qui ont suivi cette rencontre, les confrontations entre les deux sélections n'ont pas vraiment été considérées comme des Clásico, puisque le soccer (nom du football aux États-Unis) n'est pas un sport populaire dans le nord de l'Amérique et que les Mexicains vont prendre régulièrement l'avantage sur la sélection à la bannière étoilée.
La situation change à partir de l'organisation de la Coupe du monde 1994 par les États-Unis, qui va provoquer un regain d'intérêt des Américains pour ce sport. Ainsi les confrontations opposant le Mexique et le Costa Rica, considérées alors comme le Clásico de la CONCACAF, vont laisser place avec la montée en puissance de l'équipe nord-américaine, à la rivalité entre deux des plus grands pays de la région. Il faut noter que cette montée de la rivalité entre les deux nations est également due à la présence aux États-Unis d'une grande majorité d'immigrants d'origine mexicaine et centre-américaine et aux problèmes politiques opposant les deux pays à propos de l’immigration clandestine à la frontière. C'est ainsi que les deux nations ainsi que leurs championnats de football respectifs, sont considérés comme les meilleurs de la CONCACAF. En termes de résultats, il aura fallu attendre 78 ans pour voir une victoire de l'équipe américaine au Mexique, le 15 août 2012 avec une victoire un but à zéro au stade Azteca après neuf défaites consécutives sur 40 ans de l'équipe nord-américaine dans ce stade.
Il existe également d'autres rivalités mineures entre la sélection mexicaine et d'autres sélections américaines comme le Brésil et la Colombie ou encore avec le Costa Rica dont les confrontations étaient jusqu'à la montée en puissance des États-Unis considérées comme le Clásico de la CONCACAF.

## Résultats

### Compétitions officielles majeures
Le Mexique a participé à quinze Coupes du monde sur les vingt organisées depuis 1930. Après de nombreuses éditions où la sélection aztèque ne faisait que de la figuration (une seule victoire entre 1930 et 1966) les Mexicains atteignent pour la première fois la phase à élimination directe de la compétition lors de l'édition 1970 jouée à domicile. Ce n'est qu'un coup d'éclat passager, puisque le Mexique rate deux des trois éditions suivantes avant d'être le premier pays à accueillir pour la deuxième fois une coupe de monde en 1986. Atteignant une nouvelle fois les quarts de finale, les aztèques vont être ensuite exclus des compétitions internationales avant d'établir un record entre 1994 et 2018, en devenant la première équipe à être éliminée sept fois de suite au même stade de la compétition, c'est-à-dire en huitième de finale.
Les résultats de la sélection tricolore sont plus probants lors des différents championnats continentaux nord-américains, le Mexique obtient en effet trois fois le titre de champion de la CONCACAF en 1965, 1971 et 1977, avant que le championnat de la CONCACAF ne soit remplacé par la Gold Cup en 1991. Cette modification est par ailleurs plutôt favorable à la sélection aztèque, puisque le Mexique participe à dix finales sur seize tournois disputés en remportant le titre à huit reprises, ce qui fait à ce jour du Mexique la nation nord-américaine la plus titrée avec 12 titres continentaux. Le Mexique participait également à une autre compétition continentale puisque, de 1993 à 2016, il était invité à participer à la Copa América. Les Mexicains s'en tirent avec un bon bilan puisqu'en dix éditions, ils ont décroché deux deuxièmes places et trois troisièmes places dans la compétition opposant les équipes de la CONMEBOL. Par le biais de ses bons résultats en Gold Cup, le Mexique a pu participer à plusieurs éditions de la Coupe des confédérations entre 1992 et 2017. Après avoir terminé à la troisième place en 1995, les Mexicains remportent leur premier titre mondial dans cette compétition en 1999, lorsqu'ils organisent la compétition. Par la suite, la sélection aztèque atteint par deux fois la petite finale en 2005 et 2017, terminant au pied du podium à chaque fois.
Par ailleurs, le Mexique envoie également une sélection de ses meilleurs joueurs aux différentes éditions des Jeux olympiques d'été. Avant 1948, la sélection A est l'équipe représentant le Mexique dans cette compétition, les Mexicains ne participent qu'à deux éditions de la compétition, en 1928 à Amsterdam et en 1948 à Londres. Par la suite, c'est une sélection composée uniquement de joueurs amateurs qui représente le Mexique et dont la meilleure performance est une quatrième place en 1968, lors des jeux de Mexico. À partir de 1992, le Comité international olympique décide que la compétition ne serait plus jouée que par les sélections olympiques et non plus par des joueurs seniors.

### Parcours en Coupe du monde
| Année | Position     |      | Année              | Position |                    | Année | Position |
| 1930  | 1er tour     | 1970 | Quarts de finale   | 2002     | Huitième de finale |       |          |
| 1934  | Non qualifié | 1974 | Non qualifié       | 2006     | Huitième de finale |       |          |
| 1938  | Forfait      | 1978 | 1er tour           | 2010     | Huitième de finale |       |          |
| 1950  | 1er tour     | 1982 | Non qualifié       | 2014     | Huitième de finale |       |          |
| 1954  | 1er tour     | 1986 | Quarts de finale   | 2018     | Huitième de finale |       |          |
| 1958  | 1er tour     | 1990 | Suspendu           | 2022     | 1er tour           |       |          |
| 1962  | 1er tour     | 1994 | Huitième de finale | 2026     | Qualifié d'office  |       |          |
| 1966  | 1er tour     | 1998 | Huitième de finale | 2030     | À venir            |       |          |

En rouge encadré, les compétitions que l'équipe du Mexique a disputées à domicile.
| 1930  | 1er tour             | 13e                  | 3                    | 0                    | 0                    | 3                    | 4                    | 13                   |                      |                      |                      |                      |                      |                      |                      |                      |  |  |  |  |  |  |  |  |
| 1934  | Non qualifié         | Non qualifié         | Non qualifié         | Non qualifié         | Non qualifié         | Non qualifié         | Non qualifié         | Non qualifié         | Barrage              | 4                    | 3                    | 0                    | 1                    | 14                   | 7                    |                      |  |  |  |  |  |  |  |  |
| 1938  | Forfait              | Forfait              | Forfait              | Forfait              | Forfait              | Forfait              | Forfait              | Forfait              | Forfait              | Forfait              | Forfait              | Forfait              | Forfait              | Forfait              | Forfait              | Forfait              |  |  |  |  |  |  |  |  |
| 1950  | 1er tour             | 12e                  | 3                    | 0                    | 0                    | 3                    | 2                    | 10                   | 1/3                  | 4                    | 4                    | 0                    | 0                    | 17                   | 2                    |                      |  |  |  |  |  |  |  |  |
| 1954  | 1er tour             | 13e                  | 2                    | 0                    | 0                    | 2                    | 2                    | 8                    | 1/3                  | 4                    | 4                    | 0                    | 0                    | 19                   | 1                    |                      |  |  |  |  |  |  |  |  |
| 1958  | 1er tour             | 16e                  | 3                    | 0                    | 1                    | 2                    | 1                    | 8                    | Barrages             | 6                    | 5                    | 1                    | 0                    | 21                   | 3                    |                      |  |  |  |  |  |  |  |  |
| 1962  | 1er tour             | 11e                  | 3                    | 1                    | 0                    | 2                    | 3                    | 4                    | Barrages             | 8                    | 4                    | 3                    | 1                    | 18                   | 5                    |                      |  |  |  |  |  |  |  |  |
| 1966  | 1er tour             | 12e                  | 3                    | 0                    | 2                    | 1                    | 1                    | 3                    | 1/3                  | 8                    | 6                    | 2                    | 0                    | 20                   | 4                    |                      |  |  |  |  |  |  |  |  |
| 1970  | Quarts de finale     | 6e                   | 4                    | 2                    | 1                    | 1                    | 6                    | 4                    | Qualifié d'office    | Qualifié d'office    | Qualifié d'office    | Qualifié d'office    | Qualifié d'office    | Qualifié d'office    | Qualifié d'office    |                      |  |  |  |  |  |  |  |  |
| 1974  | Non qualifié         | Non qualifié         | Non qualifié         | Non qualifié         | Non qualifié         | Non qualifié         | Non qualifié         | Non qualifié         | 3/6                  | 9                    | 6                    | 2                    | 1                    | 18                   | 8                    |                      |  |  |  |  |  |  |  |  |
| 1978  | Gr. 1er tour         | 16e                  | 3                    | 0                    | 0                    | 3                    | 2                    | 12                   | 1/6                  | 9                    | 6                    | 2                    | 1                    | 23                   | 6                    |                      |  |  |  |  |  |  |  |  |
| 1982  | Non qualifié         | Non qualifié         | Non qualifié         | Non qualifié         | Non qualifié         | Non qualifié         | Non qualifié         | Non qualifié         | 3/6                  | 9                    | 2                    | 5                    | 2                    | 14                   | 8                    |                      |  |  |  |  |  |  |  |  |
| 1986  | Quarts de finale     | 6e                   | 5                    | 3                    | 2                    | 0                    | 6                    | 2                    | Qualifié d'office    | Qualifié d'office    | Qualifié d'office    | Qualifié d'office    | Qualifié d'office    | Qualifié d'office    | Qualifié d'office    |                      |  |  |  |  |  |  |  |  |
| 1990  | Suspendu par la FIFA | Suspendu par la FIFA | Suspendu par la FIFA | Suspendu par la FIFA | Suspendu par la FIFA | Suspendu par la FIFA | Suspendu par la FIFA | Suspendu par la FIFA | Suspendu par la FIFA | Suspendu par la FIFA | Suspendu par la FIFA | Suspendu par la FIFA | Suspendu par la FIFA | Suspendu par la FIFA | Suspendu par la FIFA | Suspendu par la FIFA |  |  |  |  |  |  |  |  |
| 1994  | 8e de finale         | 13e                  | 4                    | 1                    | 2                    | 1                    | 4                    | 4                    | 1/4                  | 12                   | 9                    | 1                    | 2                    | 39                   | 8                    |                      |  |  |  |  |  |  |  |  |
| 1998  | 8e de finale         | 13e                  | 4                    | 1                    | 2                    | 1                    | 8                    | 7                    | 1/6                  | 16                   | 8                    | 5                    | 3                    | 37                   | 13                   |                      |  |  |  |  |  |  |  |  |
| 2002  | 8e de finale         | 11e                  | 4                    | 2                    | 1                    | 1                    | 4                    | 4                    | 1/6                  | 16                   | 9                    | 3                    | 4                    | 33                   | 11                   |                      |  |  |  |  |  |  |  |  |
| 2006  | 8e de finale         | 15e                  | 4                    | 1                    | 1                    | 2                    | 5                    | 5                    | 2/6                  | 16                   | 13                   | 1                    | 2                    | 49                   | 10                   |                      |  |  |  |  |  |  |  |  |
| 2010  | 8e de finale         | 14e                  | 4                    | 1                    | 1                    | 2                    | 4                    | 5                    | 2/6                  | 16                   | 9                    | 2                    | 5                    | 27                   | 18                   |                      |  |  |  |  |  |  |  |  |
| 2014  | 8e de finale         | 10e                  | 4                    | 2                    | 1                    | 1                    | 5                    | 3                    | Barrages             | 18                   | 10                   | 5                    | 3                    | 31                   | 14                   |                      |  |  |  |  |  |  |  |  |
| 2018  | 8e de finale         | 12e                  | 4                    | 2                    | 0                    | 2                    | 3                    | 6                    | 1/6                  | 16                   | 11                   | 4                    | 1                    | 29                   | 8                    |                      |  |  |  |  |  |  |  |  |
| 2022  | Phase de groupes     | 23e                  | 3                    | 1                    | 1                    | 1                    | 2                    | 3                    | 3/6                  | 13                   | 7                    | 4                    | 2                    | 15                   | 8                    |                      |  |  |  |  |  |  |  |  |
| 2026  |                      |                      |                      |                      |                      |                      |                      |                      | Qualifié d'office    | Qualifié d'office    | Qualifié d'office    | Qualifié d'office    | Qualifié d'office    | Qualifié d'office    | Qualifié d'office    |                      |  |  |  |  |  |  |  |  |
| Total | 17/22                |                      | 60                   | 17                   | 15                   | 28                   | 62                   | 101                  |                      | 171                  | 109                  | 36                   | 26                   | 399                  | 126                  |                      |  |  |  |  |  |  |  |  |

### Parcours en Gold Cup
| Année | Position    |      | Année            | Position |             | Année | Position |
| 1963  | 1er tour    | 1991 | Demi-finale (3e) | 2011     | Vainqueur   |       |          |
| 1965  | Vainqueur   | 1993 | Vainqueur        | 2013     | Demi-finale |       |          |
| 1967  | Finaliste   | 1996 | Vainqueur        | 2015     | Vainqueur   |       |          |
| 1969  | Quatrième   | 1998 | Vainqueur        | 2017     | Demi-finale |       |          |
| 1971  | Vainqueur   | 2000 | Quarts de finale | 2019     | Vainqueur   |       |          |
| 1973  | Troisième   | 2002 | Quarts de finale | 2021     | Finaliste   |       |          |
| 1977  | Vainqueur   | 2003 | Vainqueur        | 2023     | Vainqueur   |       |          |
| 1981  | Troisième   | 2005 | Quarts de finale | 2025     | Vainqueur   |       |          |
| 1985  | Non inscrit | 2007 | Finaliste        |          |             |       |          |
| 1989  | Disqualifié | 2009 | Vainqueur        |          |             |       |          |

| Phase finale | Phase finale     | Phase finale | Phase finale | Phase finale | Phase finale | Phase finale | Phase finale | Phase finale | Qualifications                | Qualifications                | Qualifications                | Qualifications                | Qualifications                | Qualifications                | Qualifications                |
| Année        | Résultat         | Class.       | J            | G            | N            | P            | bp           | bc           | Class.                        | J                             | G                             | N                             | P                             | bp                            | bc                            |
| ------------ | ---------------- | ------------ | ------------ | ------------ | ------------ | ------------ | ------------ | ------------ | ----------------------------- | ----------------------------- | ----------------------------- | ----------------------------- | ----------------------------- | ----------------------------- | ----------------------------- |
| 1963         | 1er tour         | 13e          | 3            | 1            | 1            | 1            | 9            | 2            | Qualifié d'office             | Qualifié d'office             | Qualifié d'office             | Qualifié d'office             | Qualifié d'office             | Qualifié d'office             | Qualifié d'office             |
| 1965         | Tour final       | 1er          | 5            | 4            | 1            | 0            | 13           | 2            | Qualifié d'office             | Qualifié d'office             | Qualifié d'office             | Qualifié d'office             | Qualifié d'office             | Qualifié d'office             | Qualifié d'office             |
| 1967         | Tour final       | 2e           | 5            | 4            | 0            | 1            | 10           | 1            | Qualifié d'office             | Qualifié d'office             | Qualifié d'office             | Qualifié d'office             | Qualifié d'office             | Qualifié d'office             | Qualifié d'office             |
| 1969         | Tour final       | 4e           | 5            | 1            | 2            | 2            | 4            | 5            | Barrages                      | 2                             | 1                             | 0                             | 1                             | 4                             | 2                             |
| 1971         | Tour final       | 1er          | 5            | 4            | 1            | 0            | 6            | 1            | Barrages                      | 2                             | 2                             | 0                             | 0                             | 6                             | 0                             |
| 1973         | Tour final       | 3e           | 5            | 2            | 2            | 1            | 10           | 5            | 1/3                           | 4                             | 4                             | 0                             | 0                             | 8                             | 3                             |
| 1977         | Tour final       | 1er          | 5            | 5            | 0            | 0            | 20           | 5            | 1/3                           | 4                             | 1                             | 2                             | 1                             | 3                             | 1                             |
| 1981         | Tour final       | 3e           | 5            | 1            | 3            | 1            | 6            | 3            | 2/3                           | 4                             | 1                             | 2                             | 1                             | 8                             | 5                             |
| 1985         | Non inscrit      | Non inscrit  | Non inscrit  | Non inscrit  | Non inscrit  | Non inscrit  | Non inscrit  | Non inscrit  | Non inscrit                   | Non inscrit                   | Non inscrit                   | Non inscrit                   | Non inscrit                   | Non inscrit                   | Non inscrit                   |
| 1989         |                  |              |              |              |              |              |              |              | Disqualifié (suspension FIFA) | Disqualifié (suspension FIFA) | Disqualifié (suspension FIFA) | Disqualifié (suspension FIFA) | Disqualifié (suspension FIFA) | Disqualifié (suspension FIFA) | Disqualifié (suspension FIFA) |
| 1991         | Petite finale    | 3e           | 5            | 3            | 1            | 1            | 10           | 5            | Qualifié d'office             | Qualifié d'office             | Qualifié d'office             | Qualifié d'office             | Qualifié d'office             | Qualifié d'office             | Qualifié d'office             |
| 1993         | Finale           | 1er          | 5            | 4            | 1            | 0            | 28           | 2            | Qualifié d'office             | Qualifié d'office             | Qualifié d'office             | Qualifié d'office             | Qualifié d'office             | Qualifié d'office             | Qualifié d'office             |
| 1996         | Finale           | 1er          | 4            | 4            | 0            | 0            | 9            | 0            | Qualifié d'office             | Qualifié d'office             | Qualifié d'office             | Qualifié d'office             | Qualifié d'office             | Qualifié d'office             | Qualifié d'office             |
| 1998         | Finale           | 1er          | 4            | 4            | 0            | 0            | 8            | 2            | Qualifié d'office             | Qualifié d'office             | Qualifié d'office             | Qualifié d'office             | Qualifié d'office             | Qualifié d'office             | Qualifié d'office             |
| 2000         | Quarts de finale | -            | 3            | 1            | 1            | 1            | 6            | 3            | Qualifié d'office             | Qualifié d'office             | Qualifié d'office             | Qualifié d'office             | Qualifié d'office             | Qualifié d'office             | Qualifié d'office             |
| 2002         | Quarts de finale | -            | 3            | 2            | 1            | 0            | 4            | 1            | Qualifié d'office             | Qualifié d'office             | Qualifié d'office             | Qualifié d'office             | Qualifié d'office             | Qualifié d'office             | Qualifié d'office             |
| 2003         | Finale           | 1er          | 5            | 4            | 1            | 0            | 9            | 0            | Qualifié d'office             | Qualifié d'office             | Qualifié d'office             | Qualifié d'office             | Qualifié d'office             | Qualifié d'office             | Qualifié d'office             |
| 2005         | Quarts de finale | -            | 4            | 2            | 0            | 2            | 7            | 4            | Qualifié d'office             | Qualifié d'office             | Qualifié d'office             | Qualifié d'office             | Qualifié d'office             | Qualifié d'office             | Qualifié d'office             |
| 2007         | Finale           | 2e           | 6            | 4            | 0            | 2            | 7            | 5            | Qualifié d'office             | Qualifié d'office             | Qualifié d'office             | Qualifié d'office             | Qualifié d'office             | Qualifié d'office             | Qualifié d'office             |
| 2009         | Finale           | 1er          | 6            | 4            | 2            | 0            | 15           | 2            | Qualifié d'office             | Qualifié d'office             | Qualifié d'office             | Qualifié d'office             | Qualifié d'office             | Qualifié d'office             | Qualifié d'office             |
| 2011         | Finale           | 1er          | 6            | 6            | 0            | 0            | 22           | 4            | Qualifié d'office             | Qualifié d'office             | Qualifié d'office             | Qualifié d'office             | Qualifié d'office             | Qualifié d'office             | Qualifié d'office             |
| 2013         | Demi-finale      | -            | 5            | 3            | 0            | 2            | 8            | 5            | Qualifié d'office             | Qualifié d'office             | Qualifié d'office             | Qualifié d'office             | Qualifié d'office             | Qualifié d'office             | Qualifié d'office             |
| 2015         | Finale           | 1er          | 6            | 4            | 2            | 0            | 16           | 6            | Qualifié d'office             | Qualifié d'office             | Qualifié d'office             | Qualifié d'office             | Qualifié d'office             | Qualifié d'office             | Qualifié d'office             |
| 2017         | Demi-finale      | -            | 5            | 3            | 1            | 1            | 6            | 2            | Qualifié d'office             | Qualifié d'office             | Qualifié d'office             | Qualifié d'office             | Qualifié d'office             | Qualifié d'office             | Qualifié d'office             |
| 2019         | Finale           | 1er          | 6            | 5            | 1            | 0            | 16           | 4            | Qualifié d'office             | Qualifié d'office             | Qualifié d'office             | Qualifié d'office             | Qualifié d'office             | Qualifié d'office             | Qualifié d'office             |
| 2021         | Finale           | 2e           | 6            | 4            | 1            | 1            | 9            | 2            | Qualifié d'office             | Qualifié d'office             | Qualifié d'office             | Qualifié d'office             | Qualifié d'office             | Qualifié d'office             | Qualifié d'office             |
| 2023         | Finale           | 1er          | 6            | 5            | 0            | 1            | 13           | 2            | Qualifié d'office             | Qualifié d'office             | Qualifié d'office             | Qualifié d'office             | Qualifié d'office             | Qualifié d'office             | Qualifié d'office             |
| Total        | 22/24            |              | 123          | 84           | 22           | 17           | 270          | 73           |                               | 16                            | 9                             | 4                             | 3                             | 29                            | 11                            |

### Parcours en Ligue des nations
| Édition   | Ligue | Phase de groupes  | Phase de groupes  | Phase de groupes  | Phase de groupes  | Phase de groupes  | Phase de groupes  | Phase de groupes  | Phase finale | Phase finale | Phase finale | Phase finale | Phase finale | Phase finale | Phase finale | Phase finale |
| Édition   | Ligue | Class.            | M                 | V                 | N                 | D                 | BM                | BE                | Pays hôte    | Résultat     | M            | V            | N            | D            | BM           | BE           |
| --------- | ----- | ----------------- | ----------------- | ----------------- | ----------------- | ----------------- | ----------------- | ----------------- | ------------ | ------------ | ------------ | ------------ | ------------ | ------------ | ------------ | ------------ |
| 2019-2020 | A     | 1/3               | 4                 | 4                 | 0                 | 0                 | 13                | 3                 | 2020         | Finaliste    | 2            | 0            | 1            | 1            | 2            | 3            |
| 2022-2023 | A     | 1/3               | 4                 | 2                 | 2                 | 0                 | 8                 | 3                 | 2023         | Troisième    | 2            | 1            | 0            | 1            | 1            | 3            |
| 2023-2024 | A     | Qualifié d'office | Qualifié d'office | Qualifié d'office | Qualifié d'office | Qualifié d'office | Qualifié d'office | Qualifié d'office | 2024         | Finaliste    | 4            | 2            | 0            | 2            | 7            | 6            |
| 2024-2025 | A     | Qualifié d'office | Qualifié d'office | Qualifié d'office | Qualifié d'office | Qualifié d'office | Qualifié d'office | Qualifié d'office | 2025         | Vainqueur    | 4            | 3            | 0            | 1            | 8            | 3            |
| 2026-2027 | A     |                   |                   |                   |                   |                   |                   |                   | 2027         |              |              |              |              |              |              |              |
| Total     | Total | Total             | 8                 | 6                 | 2                 | 0                 | 21                | 6                 | Total        | Total        | 12           | 6            | 1            | 6            | 18           | 15           |

### Parcours en Copa America
| Année | Résultat         | Class.     | J          | G          | N          | P          | bp         | bc         |
| --- | ---------------- | ---------- | ---------- | ---------- | ---------- | ---------- | ---------- | ---------- |
| Le Mexique n'est pas membre de la CONMEBOL. Il participe à la Copa America à partir de 1993, sur invitation uniquement. |                  |            |            |            |            |            |            |            |
| 1993 | Finale           | 2e         | 6          | 2          | 2          | 2          | 8          | 7          |
| 1995 | Quarts de finale | -          | 4          | 1          | 2          | 1          | 5          | 4          |
| 1997 | Petite finale    | 3e         | 6          | 2          | 2          | 2          | 8          | 9          |
| 1999 | Petite finale    | 3e         | 6          | 3          | 1          | 2          | 10         | 9          |
| 2001 | Finale           | 2e         | 6          | 3          | 1          | 2          | 7          | 5          |
| 2004 | Quarts de finale | -          | 4          | 2          | 1          | 1          | 7          | 5          |
| 2007 | Petite finale    | 3e         | 6          | 4          | 1          | 1          | 13         | 5          |
| 2011 | 1er tour         | -          | 3          | 0          | 0          | 3          | 1          | 4          |
| 2015 | 1er tour         | -          | 3          | 0          | 2          | 1          | 4          | 5          |
| 2016 | Quarts de finale | -          | 4          | 2          | 1          | 1          | 6          | 9          |
| 2019 et 2021 | Non invité       | Non invité | Non invité | Non invité | Non invité | Non invité | Non invité | Non invité |
| 2024 | 1er tour         | 9e         | 3          | 1          | 1          | 1          | 1          | 1          |
| Total | 11/48            |            | 51         | 20         | 14         | 17         | 70         | 63         |

### Parcours en Coupe des confédérations
| Année | Résultat      | Class.       | J            | G            | N            | P            | bp           | bc           |
| ----- | ------------- | ------------ | ------------ | ------------ | ------------ | ------------ | ------------ | ------------ |
| 1992  | Non qualifié  | Non qualifié | Non qualifié | Non qualifié | Non qualifié | Non qualifié | Non qualifié | Non qualifié |
| 1995  | Petite finale | 3e           | 3            | 1            | 2            | 0            | 4            | 2            |
| 1997  | 1er tour      | 5e           | 3            | 1            | 0            | 2            | 8            | 6            |
| 1999  | Finale        | 1er          | 5            | 4            | 1            | 0            | 13           | 6            |
| 2001  | 1er tour      | 8e           | 3            | 0            | 0            | 3            | 1            | 8            |
| 2003  | Non qualifié  | Non qualifié | Non qualifié | Non qualifié | Non qualifié | Non qualifié | Non qualifié | Non qualifié |
| 2005  | Petite finale | 4e           | 5            | 2            | 2            | 1            | 5            | 6            |
| 2009  | Non qualifié  | Non qualifié | Non qualifié | Non qualifié | Non qualifié | Non qualifié | Non qualifié | Non qualifié |
| 2013  | 1er tour      | 6e           | 3            | 1            | 0            | 2            | 6            | 5            |
| 2017  | Petite finale | 4e           | 5            | 2            | 1            | 2            | 8            | 10           |
| Total | 7/10          |              | 27           | 11           | 6            | 10           | 45           | 43           |

### Parcours aux Jeux olympiques
| Année                                                             | Résultat                                                         | Class.                                                           | J                                                                | G                                                                | N                                                                | P                                                                | bp                                                               | bc                                                               |
| ----------------------------------------------------------------- | ---------------------------------------------------------------- | ---------------------------------------------------------------- | ---------------------------------------------------------------- | ---------------------------------------------------------------- | ---------------------------------------------------------------- | ---------------------------------------------------------------- | ---------------------------------------------------------------- | ---------------------------------------------------------------- |
| 1908-1920                                                         | Le Mexique n'avait pas de sélection de football                  | Le Mexique n'avait pas de sélection de football                  | Le Mexique n'avait pas de sélection de football                  | Le Mexique n'avait pas de sélection de football                  | Le Mexique n'avait pas de sélection de football                  | Le Mexique n'avait pas de sélection de football                  | Le Mexique n'avait pas de sélection de football                  | Le Mexique n'avait pas de sélection de football                  |
| 1924                                                              | Le Mexique ne participe pas à la compétition                     | Le Mexique ne participe pas à la compétition                     | Le Mexique ne participe pas à la compétition                     | Le Mexique ne participe pas à la compétition                     | Le Mexique ne participe pas à la compétition                     | Le Mexique ne participe pas à la compétition                     | Le Mexique ne participe pas à la compétition                     | Le Mexique ne participe pas à la compétition                     |
| 1928                                                              | 1er tour                                                         | 14e                                                              | 2                                                                | 0                                                                | 0                                                                | 2                                                                | 2                                                                | 10                                                               |
| 1936                                                              | Le Mexique ne participe pas à la compétition                     | Le Mexique ne participe pas à la compétition                     | Le Mexique ne participe pas à la compétition                     | Le Mexique ne participe pas à la compétition                     | Le Mexique ne participe pas à la compétition                     | Le Mexique ne participe pas à la compétition                     | Le Mexique ne participe pas à la compétition                     | Le Mexique ne participe pas à la compétition                     |
| 1948                                                              | 1er tour                                                         | 11e                                                              | 1                                                                | 0                                                                | 0                                                                | 1                                                                | 3                                                                | 5                                                                |
| 1952*                                                             | Le Mexique ne participe pas à la compétition                     | Le Mexique ne participe pas à la compétition                     | Le Mexique ne participe pas à la compétition                     | Le Mexique ne participe pas à la compétition                     | Le Mexique ne participe pas à la compétition                     | Le Mexique ne participe pas à la compétition                     | Le Mexique ne participe pas à la compétition                     | Le Mexique ne participe pas à la compétition                     |
| 1956*                                                             | Le Mexique ne participe pas à la compétition                     | Le Mexique ne participe pas à la compétition                     | Le Mexique ne participe pas à la compétition                     | Le Mexique ne participe pas à la compétition                     | Le Mexique ne participe pas à la compétition                     | Le Mexique ne participe pas à la compétition                     | Le Mexique ne participe pas à la compétition                     | Le Mexique ne participe pas à la compétition                     |
| 1960*                                                             | Le Mexique ne participe pas à la compétition                     | Le Mexique ne participe pas à la compétition                     | Le Mexique ne participe pas à la compétition                     | Le Mexique ne participe pas à la compétition                     | Le Mexique ne participe pas à la compétition                     | Le Mexique ne participe pas à la compétition                     | Le Mexique ne participe pas à la compétition                     | Le Mexique ne participe pas à la compétition                     |
| 1964*                                                             | 1er tour                                                         | 12e                                                              | 3                                                                | 0                                                                | 1                                                                | 2                                                                | 2                                                                | 5                                                                |
| 1968*                                                             | Demi-finale                                                      | 4e                                                               | 6                                                                | 3                                                                | 0                                                                | 2                                                                | 12                                                               | 5                                                                |
| 1972*                                                             | 2e tour                                                          | 5e                                                               | 6                                                                | 2                                                                | 1                                                                | 3                                                                | 4                                                                | 14                                                               |
| 1976*                                                             | 1er tour                                                         | 10e                                                              | 3                                                                | 0                                                                | 2                                                                | 1                                                                | 4                                                                | 7                                                                |
| 1980*                                                             | Le Mexique ne participe pas à la compétition                     | Le Mexique ne participe pas à la compétition                     | Le Mexique ne participe pas à la compétition                     | Le Mexique ne participe pas à la compétition                     | Le Mexique ne participe pas à la compétition                     | Le Mexique ne participe pas à la compétition                     | Le Mexique ne participe pas à la compétition                     | Le Mexique ne participe pas à la compétition                     |
| 1984*                                                             | Le Mexique ne participe pas à la compétition                     | Le Mexique ne participe pas à la compétition                     | Le Mexique ne participe pas à la compétition                     | Le Mexique ne participe pas à la compétition                     | Le Mexique ne participe pas à la compétition                     | Le Mexique ne participe pas à la compétition                     | Le Mexique ne participe pas à la compétition                     | Le Mexique ne participe pas à la compétition                     |
| 1988*                                                             | Le Mexique ne participe pas à la compétition                     | Le Mexique ne participe pas à la compétition                     | Le Mexique ne participe pas à la compétition                     | Le Mexique ne participe pas à la compétition                     | Le Mexique ne participe pas à la compétition                     | Le Mexique ne participe pas à la compétition                     | Le Mexique ne participe pas à la compétition                     | Le Mexique ne participe pas à la compétition                     |
| 1992-                                                             | Depuis 1992, la compétition est jouée par la sélection olympique | Depuis 1992, la compétition est jouée par la sélection olympique | Depuis 1992, la compétition est jouée par la sélection olympique | Depuis 1992, la compétition est jouée par la sélection olympique | Depuis 1992, la compétition est jouée par la sélection olympique | Depuis 1992, la compétition est jouée par la sélection olympique | Depuis 1992, la compétition est jouée par la sélection olympique | Depuis 1992, la compétition est jouée par la sélection olympique |
| Total                                                             | 6/14                                                             |                                                                  | 21                                                               | 5                                                                | 4                                                                | 12                                                               | 27                                                               | 46                                                               |
| * Seuls des joueurs amateurs peuvent participer à la compétition. |                                                                  |                                                                  |                                                                  |                                                                  |                                                                  |                                                                  |                                                                  |                                                                  |

### Compétitions officielles mineures
Outre les grandes compétitions internationales, le Mexique a dans son histoire également participé à des compétitions moins connues et moins prestigieuses. Les Mexicains ont par exemple remporté à quatre reprises le tournoi de football des Jeux d'Amérique centrale et des Caraïbes et à deux reprises celui des Jeux panaméricains avant que ces deux compétitions ne soient plus que réservées à la sélection olympique. Les aztèques ont aussi remporté trois des quatre éditions du Championnat nord-américain des nations et ont participé aux trois éditions du Championnat panaméricain organisées entre 1952 et 1960.
| Année                                                             | Résultat                                                         | Class.                                                           | J                                                                | G                                                                | N                                                                | P                                                                | bp                                                               | bc                                                               |
| ----------------------------------------------------------------- | ---------------------------------------------------------------- | ---------------------------------------------------------------- | ---------------------------------------------------------------- | ---------------------------------------------------------------- | ---------------------------------------------------------------- | ---------------------------------------------------------------- | ---------------------------------------------------------------- | ---------------------------------------------------------------- |
| 1930                                                              | Le Mexique ne participe pas à la compétition                     | Le Mexique ne participe pas à la compétition                     | Le Mexique ne participe pas à la compétition                     | Le Mexique ne participe pas à la compétition                     | Le Mexique ne participe pas à la compétition                     | Le Mexique ne participe pas à la compétition                     | Le Mexique ne participe pas à la compétition                     | Le Mexique ne participe pas à la compétition                     |
| 1935                                                              | Finale                                                           | 1er                                                              | 5                                                                | 5                                                                | 0                                                                | 0                                                                | 29                                                               | 5                                                                |
| 1938                                                              | Finale                                                           | 1er                                                              | 5                                                                | 4                                                                | 1                                                                | 0                                                                | 14                                                               | 4                                                                |
| 1946*                                                             | Le Mexique ne participe pas à la compétition                     | Le Mexique ne participe pas à la compétition                     | Le Mexique ne participe pas à la compétition                     | Le Mexique ne participe pas à la compétition                     | Le Mexique ne participe pas à la compétition                     | Le Mexique ne participe pas à la compétition                     | Le Mexique ne participe pas à la compétition                     | Le Mexique ne participe pas à la compétition                     |
| 1950*                                                             | 1er tour                                                         | 5e                                                               | 6                                                                | 1                                                                | 3                                                                | 2                                                                | 8                                                                | 10                                                               |
| 1954*                                                             | Finale                                                           | 2e                                                               | 4                                                                | 3                                                                | 0                                                                | 1                                                                | 11                                                               | 3                                                                |
| 1959*                                                             | Finale                                                           | 1er                                                              | 4                                                                | 4                                                                | 0                                                                | 0                                                                | 10                                                               | 3                                                                |
| 1962*                                                             | Finale                                                           | 2e                                                               | 5                                                                | 4                                                                | 0                                                                | 1                                                                | 17                                                               | 4                                                                |
| 1966*                                                             | Finale                                                           | 1er                                                              | 5                                                                | 5                                                                | 0                                                                | 0                                                                | 11                                                               | 2                                                                |
| 1970*                                                             | Le Mexique ne participe pas à la compétition                     | Le Mexique ne participe pas à la compétition                     | Le Mexique ne participe pas à la compétition                     | Le Mexique ne participe pas à la compétition                     | Le Mexique ne participe pas à la compétition                     | Le Mexique ne participe pas à la compétition                     | Le Mexique ne participe pas à la compétition                     | Le Mexique ne participe pas à la compétition                     |
| 1974*                                                             | Demi-finale                                                      | 4e                                                               | 6                                                                | 3                                                                | 1                                                                | 2                                                                | 7                                                                | 6                                                                |
| 1978*                                                             | Demi-finale                                                      | 4e                                                               | 6                                                                | 2                                                                | 2                                                                | 2                                                                | 11                                                               | 7                                                                |
| 1982*                                                             | Finale                                                           | 2e                                                               | 5                                                                | 3                                                                | 1                                                                | 1                                                                | 8                                                                | 3                                                                |
| 1986*                                                             | Demi-finale                                                      | 3e                                                               | 3                                                                | 2                                                                | 0                                                                | 1                                                                | 6                                                                | 3                                                                |
| 1990-2018                                                         | Depuis 1990, la compétition est jouée par la sélection olympique | Depuis 1990, la compétition est jouée par la sélection olympique | Depuis 1990, la compétition est jouée par la sélection olympique | Depuis 1990, la compétition est jouée par la sélection olympique | Depuis 1990, la compétition est jouée par la sélection olympique | Depuis 1990, la compétition est jouée par la sélection olympique | Depuis 1990, la compétition est jouée par la sélection olympique | Depuis 1990, la compétition est jouée par la sélection olympique |
| Total                                                             | 11/14                                                            |                                                                  | 54                                                               | 36                                                               | 8                                                                | 10                                                               | 132                                                              | 50                                                               |
| * Seuls des joueurs amateurs peuvent participer à la compétition. |                                                                  |                                                                  |                                                                  |                                                                  |                                                                  |                                                                  |                                                                  |                                                                  |

| Année                                                             | Résultat                                                         | Class.                                                           | J                                                                | G                                                                | N                                                                | P                                                                | bp                                                               | bc                                                               |
| ----------------------------------------------------------------- | ---------------------------------------------------------------- | ---------------------------------------------------------------- | ---------------------------------------------------------------- | ---------------------------------------------------------------- | ---------------------------------------------------------------- | ---------------------------------------------------------------- | ---------------------------------------------------------------- | ---------------------------------------------------------------- |
| 1951*                                                             | Le Mexique ne participe pas à la compétition                     | Le Mexique ne participe pas à la compétition                     | Le Mexique ne participe pas à la compétition                     | Le Mexique ne participe pas à la compétition                     | Le Mexique ne participe pas à la compétition                     | Le Mexique ne participe pas à la compétition                     | Le Mexique ne participe pas à la compétition                     | Le Mexique ne participe pas à la compétition                     |
| 1955*                                                             | Finale                                                           | 2e                                                               | 6                                                                | 1                                                                | 3                                                                | 2                                                                | 10                                                               | 13                                                               |
| 1959*                                                             | Quarts de finale                                                 | 6e                                                               | 6                                                                | 1                                                                | 1                                                                | 4                                                                | 13                                                               | 20                                                               |
| 1963*                                                             | Le Mexique ne participe pas à la compétition                     | Le Mexique ne participe pas à la compétition                     | Le Mexique ne participe pas à la compétition                     | Le Mexique ne participe pas à la compétition                     | Le Mexique ne participe pas à la compétition                     | Le Mexique ne participe pas à la compétition                     | Le Mexique ne participe pas à la compétition                     | Le Mexique ne participe pas à la compétition                     |
| 1967*                                                             | Finale                                                           | 1er                                                              | 5                                                                | 3                                                                | 2                                                                | 0                                                                | 12                                                               | 4                                                                |
| 1971*                                                             | 1er tour                                                         | 7e                                                               | 3                                                                | 1                                                                | 1                                                                | 1                                                                | 3                                                                | 3                                                                |
| 1975*                                                             | Finale                                                           | 1er                                                              | 6                                                                | 4                                                                | 2                                                                | 0                                                                | 27                                                               | 5                                                                |
| 1979*                                                             | Le Mexique ne participe pas à la compétition                     | Le Mexique ne participe pas à la compétition                     | Le Mexique ne participe pas à la compétition                     | Le Mexique ne participe pas à la compétition                     | Le Mexique ne participe pas à la compétition                     | Le Mexique ne participe pas à la compétition                     | Le Mexique ne participe pas à la compétition                     | Le Mexique ne participe pas à la compétition                     |
| 1983*                                                             | 1er tour                                                         | 7e                                                               | 2                                                                | 1                                                                | 0                                                                | 1                                                                | 2                                                                | 1                                                                |
| 1987*                                                             | Demi-finale                                                      | 4e                                                               | 5                                                                | 3                                                                | 2                                                                | 0                                                                | 10                                                               | 1                                                                |
| 1991-2019                                                         | Depuis 1991, la compétition est jouée par la sélection olympique | Depuis 1991, la compétition est jouée par la sélection olympique | Depuis 1991, la compétition est jouée par la sélection olympique | Depuis 1991, la compétition est jouée par la sélection olympique | Depuis 1991, la compétition est jouée par la sélection olympique | Depuis 1991, la compétition est jouée par la sélection olympique | Depuis 1991, la compétition est jouée par la sélection olympique | Depuis 1991, la compétition est jouée par la sélection olympique |
| Total                                                             | 6/14                                                             |                                                                  | 21                                                               | 5                                                                | 4                                                                | 12                                                               | 27                                                               | 46                                                               |
| * Seuls des joueurs amateurs peuvent participer à la compétition. |                                                                  |                                                                  |                                                                  |                                                                  |                                                                  |                                                                  |                                                                  |                                                                  |

| Année | Résultat | Class. | J  | G | N | P | bp | bc |
| ----- | -------- | ------ | -- | - | - | - | -- | -- |
| 1947  | Finale   | 1er    | 2  | 2 | 0 | 0 | 8  | 1  |
| 1949  | Finale   | 1er    | 4  | 4 | 0 | 0 | 17 | 2  |
| 1990  | Finale   | 2e     | 2  | 1 | 0 | 1 | 2  | 2  |
| 1991  | Finale   | 1er    | 2  | 1 | 1 | 0 | 5  | 2  |
| Total | 4/4      |        | 10 | 8 | 1 | 1 | 32 | 7  |

| Année | Résultat | Class. | J  | G | N | P | bp | bc |
| ----- | -------- | ------ | -- | - | - | - | -- | -- |
| 1952  | -        | 5e     | 5  | 1 | 0 | 4 | 5  | 14 |
| 1956  | -        | 5e     | 5  | 1 | 2 | 2 | 4  | 6  |
| 1960  | -        | 3e     | 6  | 1 | 2 | 3 | 9  | 10 |
| Total | 3/3      |        | 16 | 3 | 4 | 9 | 18 | 30 |

## Infrastructures
| \| Mexico Guadalajara Monterrey Puebla \| Les principales villes d'accueil de la sélection. |
| Mexico Guadalajara Monterrey Puebla                                                         |

La sélection aztèque joue la plupart de ses matchs au stade Azteca, inauguré en 1966 à l'orée de la première coupe du monde organisée par le Mexique, qui est alors considéré comme l'un des stades les plus modernes du monde. La capacité du stade Azteca a depuis été légèrement réduite pour des questions de confort et de sécurité, passant de 114 580 à 105 094 places, ce qui en fait le cinquième plus grand stade du monde en termes de capacité.
Le stade a accueilli les Jeux olympiques d'été de 1968, la Coupe du monde 1970, les Jeux panaméricains de 1975, la Coupe du monde de football des moins de 20 ans en 1983, la Coupe du monde 1986 et la Coupe des confédérations en 1999.
Le Mexique a également eu l'occasion d'évoluer dans d'autres stades du pays, principalement pour des matchs amicaux. Parmi ces stades, il faut noter le stade Jalisco de Guadalajara, le troisième plus grand stade mexicain après le stade Azteca et le Stade Olímpico Universatario, le stade Tecnológico à Monterrey, grande ville de football, ou encore le stade Cuauhtémoc à Puebla du nom du dernier empereur aztèque du pays.

Les principaux stades utilisés par la sélection mexicaine
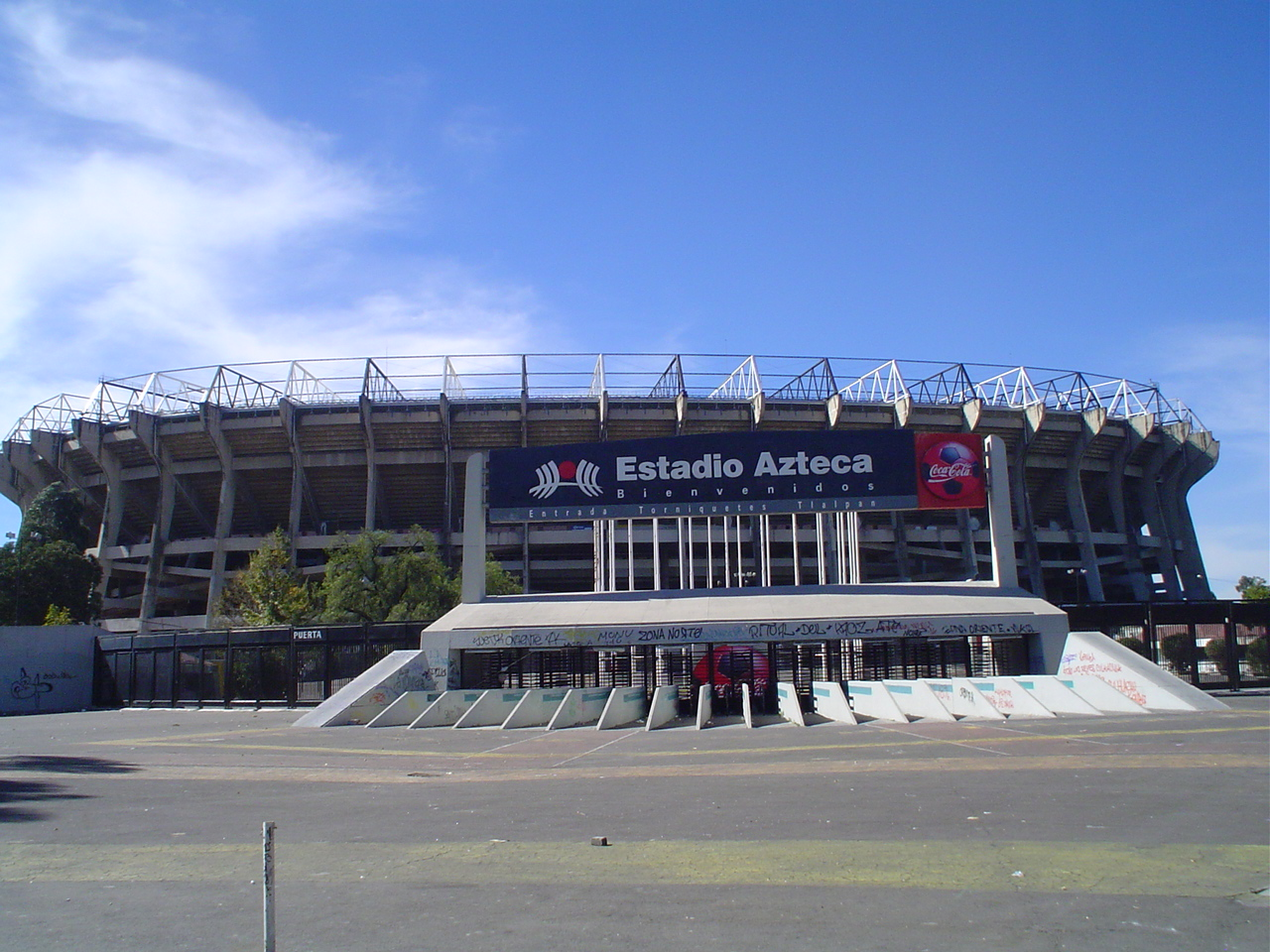
Le stade Azteca
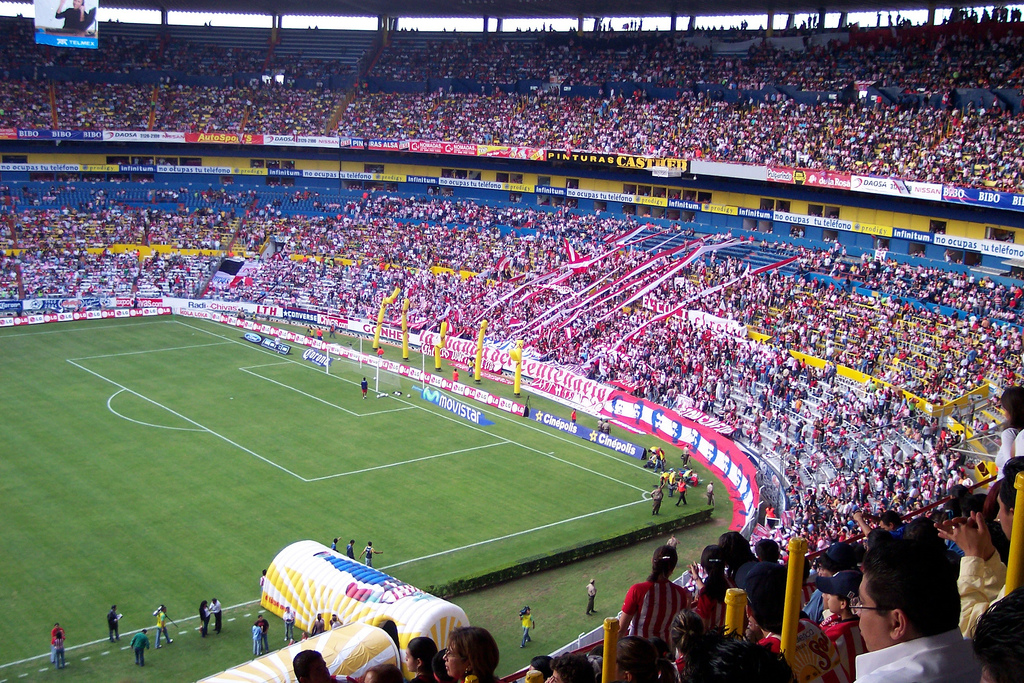
Le stade Jalisco
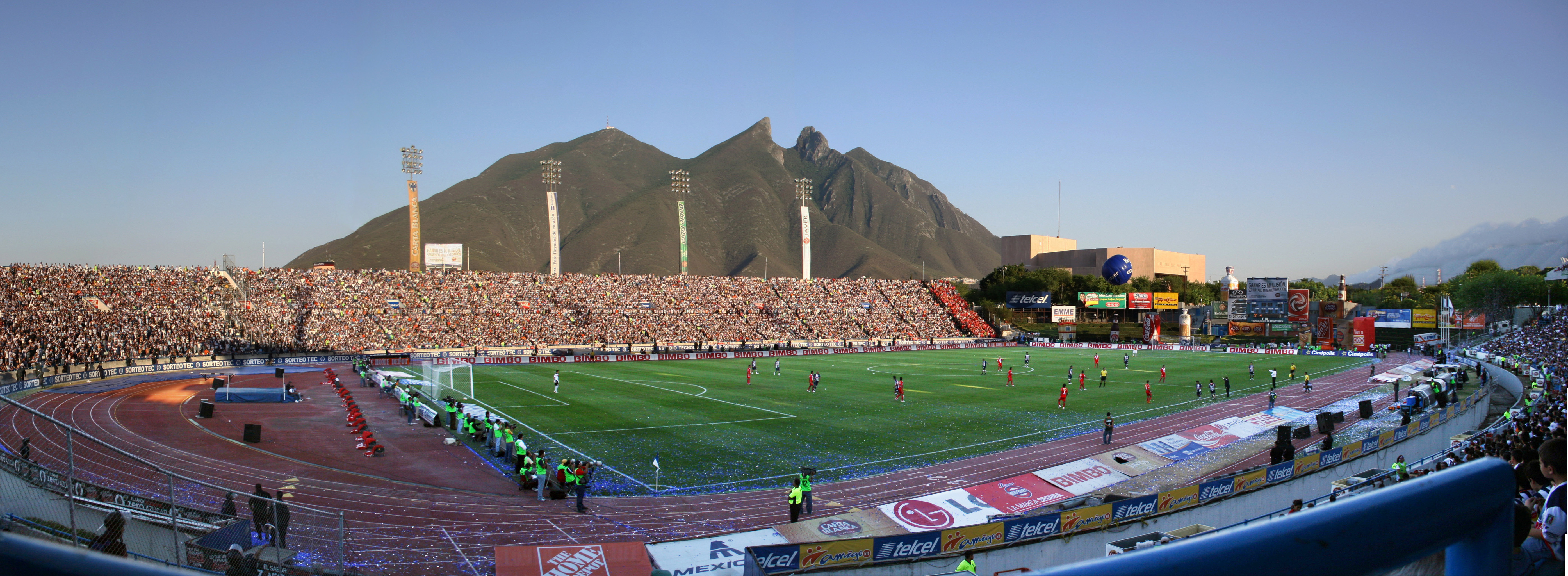
Le stade Tecnológico
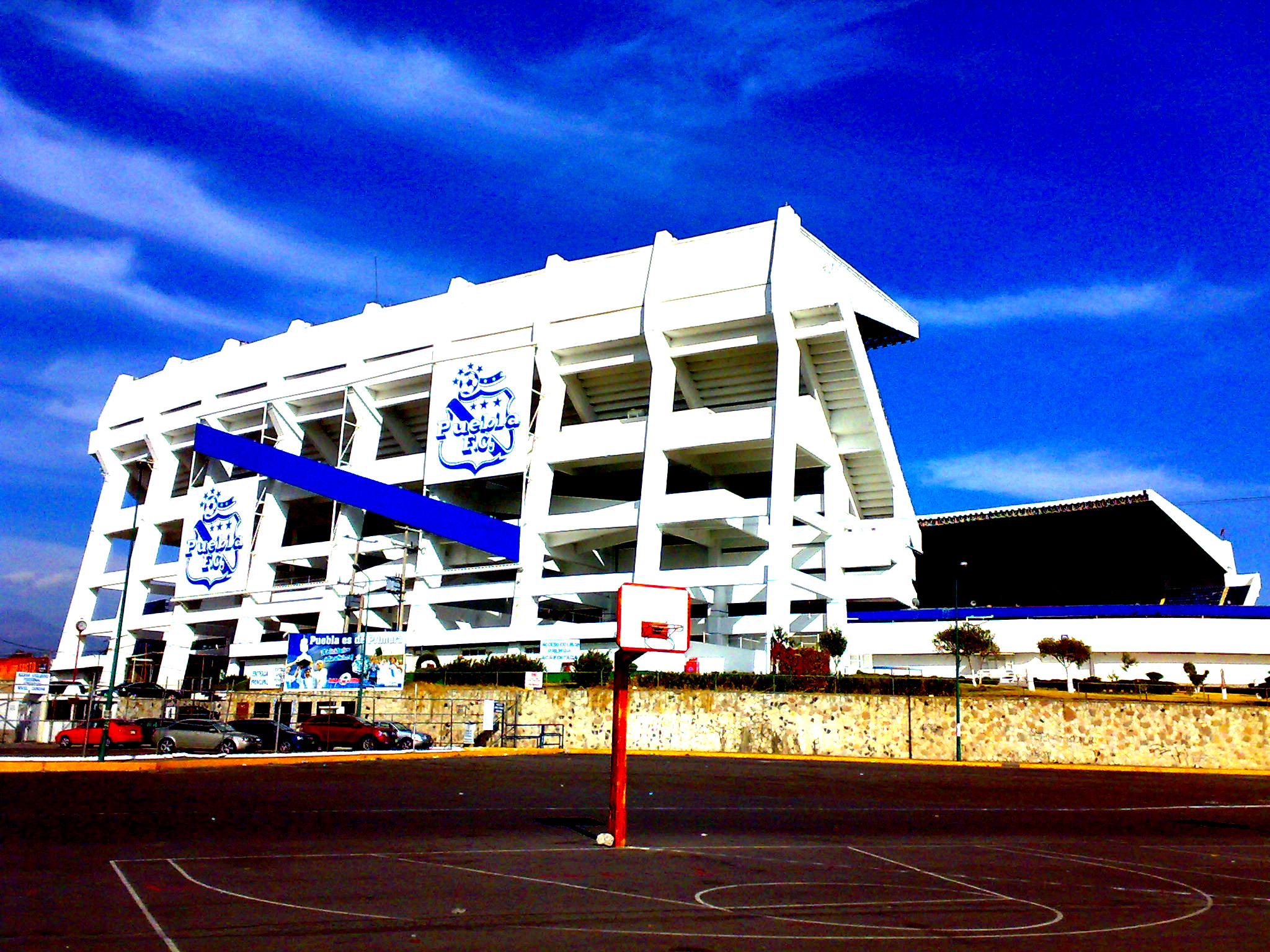
Le stade Cuauhtémoc

## Personnalités historiques

### Sélectionneurs
| Entraîneur       | Période   | M   |
| ---------------- | --------- | --- |
| Ignacio Trelles  | 1958-1976 | 106 |
| Bora Milutinović | 1983-1997 | 104 |
| Ricardo La Volpe | 2002-2006 | 71  |
| Manuel Lapuente  | 1990-2000 | 67  |

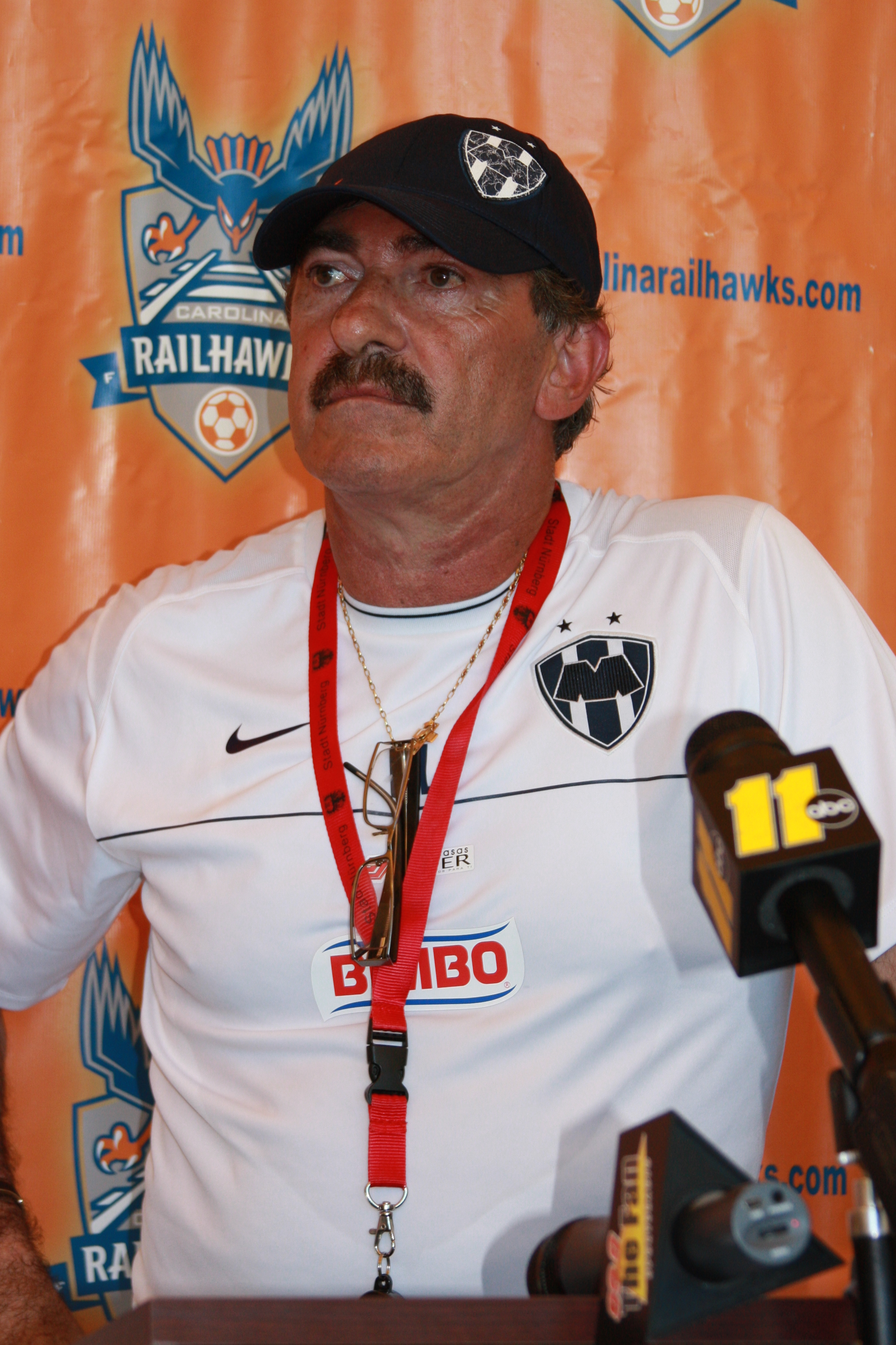
Ricardo La Volpe, entraineur de la sélection mexicaine (2002-2006).

Depuis 1923, la fédération a fait appel à une trentaine de sélectionneurs, principalement de nationalité mexicaine, qui se sont succédé plus ou moins longtemps à la tête de la sélection tricolore.
Le premier d'entre eux est Adolfo Frías Beltrán qui ne dirige que six matchs lors de l'année 1923. Se succèdent plusieurs sélectionneurs appelés uniquement pour des compétitions bien précises, parmi eux se trouve Rafael Garza Gutiérrez qui entraîne à trois reprises la sélection mexicaine 1934 et 1949. Dans les années 1950, un premier sélectionneur se stabilise à la tête des Aztèques et dirige vingt-deux rencontres entre 1950 et 1958, il s'agit de l'Espagnol Antonio López Herranz qui qualifie à deux reprises la sélection pour les coupes du monde de 1954 et 1958. Par la suite, la valse des entraîneurs reprend entre 1958 et la fin des années 1970. Durant cette période, plusieurs sélectionneurs sont appelés et remerciés à de nombreuses reprises comme Ignacio Trelles qui détient toujours le record de matchs dirigés à la tête de la sélection avec pas moins de 106 matchs entre 1958 et 1976. D'autre sélectionneurs prennent également leur part durant cette période comme Raúl Cárdenas, avec 59 rencontres à la tête de l'équipe ou Javier de la Torre avec 38 rencontres.
Au début des années 1980, la situation se stabilise à la tête de la sélection aztèque, les instances dirigeantes vont faire appel à Bora Milutinović pour la Coupe du monde 1986 qui se joue au Mexique et ce dernier va réussir son pari en emmenant les Mexicains en quart de finale de la compétition. Après le passage rapide de deux sélectionneurs mexicains, la fédération fait appel une première fois à Manuel Lapuente sans grand succès entre 1990 et 1991, puis le Mexique voit se succéder trois sélectionneurs qui vont mener la sélection à son unique titre mondial, Miguel Mejía Barón qui remporte la Gold Cup 1993 et échoue en finale de la Copa América 1993, puis le revenant Bora Milutinović qui qualifie la sélection à la Coupe du monde 1998, avant de laisser sa place à Manuel Lapuente qui va remporter la Coupe des confédérations 1999 devant le public mexicain.
Les années 2000 renouent avec l'habituelle instabilité des sélectionneurs à la tête de la sélection mexicaine, pas moins de quatre sélectionneurs se succèdent en deux ans avant l'arrivée de l'Argentin Ricardo La Volpe en 2002, qui va remporter la Gold Cup 2003 avant de mener son équipe en huitième de finale de la Coupe du monde 2006. Par la suite de nombreux entraîneurs tentent l'aventure avec la sélection aztèque, comme Sven-Göran Eriksson ou José Manuel de la Torre, mais peu d'entre eux arrivent à persuader la fédération de leur laisser le temps de bâtir sur le long terme, dix sélectionneurs différents se sont succédé depuis 2006.
| Sélectionneur                          | Période   |
| -------------------------------------- | --------- |
| Adolfo Frías Beltrán (es)              | 1923      |
| Alfonso Rojo de la Vega                | 1928      |
| Juan Luque de Serralonga               | 1930      |
| Rafael Garza Gutiérrez                 | 1934      |
| Alfred C. Crowle (en)                  | 1935      |
| Rafael Garza Gutiérrez                 | 1937-1938 |
| György Orth                            | 1947      |
| Rafael Garza Gutiérrez                 | 1949      |
| Octavio Vial                           | 1950      |
| Antonio López Herranz                  | 1950-1952 |
| Horacio Casarín                        | 1953      |
| Antonio López Herranz                  | 1953-1958 |
| Ignacio Trelles                        | 1958      |
| Fernando Marcos (en)                   | 1959      |
| Ignacio Trelles                        | 1960-1963 |
| Árpád Fekete (en)                      | 1963      |
| Ignacio Trelles                        | 1963-1968 |
| Raúl Cárdenas                          | 1968-1969 |
| Diego Mercado                          | 1969      |
| Ignacio Trelles                        | 1969      |
| Raúl Cárdenas                          | 1970      |
| Javier de la Torre                     | 1970-1973 |
| Ignacio Jáuregui                       | 1974      |
| Ignacio Trelles                        | 1975-1976 |
| José Antonio Roca                      | 1977-1978 |
| José Moncebáez                         | 1979      |
| Gustavo Peña                           | 1979      |
| Raúl Cárdenas                          | 1979-1981 |
| Bora Milutinović                       | 1983-1986 |
| Mario Velarde                          | 1987-1989 |
| Alberto Guerra (en)                    | 1989      |
| Manuel Lapuente                        | 1990-1991 |
| César Luis Menotti                     | 1991-1992 |
| Ricardo Ferretti (en)                  | 1993      |
| Miguel Mejía Barón                     | 1993-1995 |
| Bora Milutinović                       | 1995-1997 |
| Manuel Lapuente                        | 1997-1999 |
| Mario Carrillo (en)                    | 1999      |
| Gustavo Vargas (en)                    | 1999      |
| Manuel Lapuente                        | 1999-2000 |
| Enrique Meza (en)                      | 2000      |
| Hugo Sánchez                           | 2000      |
| Enrique Meza (en)                      | 2000-2001 |
| Javier Aguirre                         | 2001-2002 |
| Ricardo La Volpe                       | 2002-2006 |
| Hugo Sánchez                           | 2006-2008 |
| Jesús Ramírez                          | 2008      |
| Sven-Göran Eriksson                    | 2008-2009 |
| Javier Aguirre                         | 2009-2010 |
| Enrique Meza (en)                      | 2010      |
| Efraín Flores (en)                     | 2010      |
| José Manuel de la Torre                | 2011-2013 |
| Luis Fernando Tena                     | 2013      |
| Víctor Manuel Vucetich (en)            | 2013      |
| Miguel Herrera                         | 2013-2015 |
| Ricardo Ferretti (en)                  | 2015      |
| Juan Carlos Osorio                     | 2015-2018 |
| Gerardo Martino                        | 2019-2022 |
| Diego Cocca (en)                       | 2023      |
| Jaime Lozano                           | 2023-2024 |
| Javier Aguirre Onaindía Rafael Márquez | 2024-     |

### Joueurs emblématiques
| Rang | Sélections | Joueur          | Carrière  | Buts |
| ---- | ---------- | --------------- | --------- | ---- |
| 1    | 179        | Andrés Guardado | 2005-2022 | 28   |
| 2    | 177        | Claudio Suárez  | 1992-2006 | 7    |
| 3    | 147        | Rafael Márquez  | 1997-2018 | 17   |
| 4    | 147        | Guillermo Ochoa | 2005-     | 0    |
| 5    | 146        | Pável Pardo     | 1996-2009 | 11   |
| 6    | 144        | Gerardo Torrado | 1999-2013 | 5    |
| 7    | 132        | Héctor Moreno   | 2007-     | 5    |
| 8    | 129        | Jorge Campos    | 1991-2003 | 0    |
| 9    | 123        | Carlos Salcido  | 2004-2014 | 10   |
| 10   | 120        | Raúl Jiménez    | 2013-     | 43   |

| Rang | Buts | Joueur             | Carrière  | Sélections |
| ---- | ---- | ------------------ | --------- | ---------- |
| 1    | 52   | Javier Hernández   | 2009-2019 | 109        |
| 2    | 46   | Jared Borgetti     | 1997-2008 | 89         |
| 3    | 43   | Raúl Jiménez       | 2013-     | 120        |
| 4    | 38   | Cuauhtémoc Blanco  | 1995-2014 | 119        |
| 5    | 35   | Luis Hernández     | 1995-2002 | 85         |
| 6    | 34   | Carlos Hermosillo  | 1984-1997 | 90         |
| 7    | 31   | Enrique Borja      | 1966-1975 | 65         |
| 8    | 30   | Luis Roberto Alves | 1988-2001 | 84         |
| 9    | 29   | Hugo Sánchez       | 1977-1998 | 58         |
| 10   | 28   | Luis García        | 1991-1999 | 77         |

| Abundis Palencia Blanco Villa Pardo Zepeda Ramirez Carmona Suárez Márquez Campos |
| Équipe du Mexique en finale de la Coupe des confédérations 1999.                 |

De nombreux joueurs ont marqué l'histoire de la sélection mexicaine. Parmi les plus anciens, on retrouve Antonio Carbajal qui a été le gardien de but de la sélection mexicaine et qui est surtout connu comme, un des seuls joueurs à avoir disputé cinq phases finales de Coupe du monde entre 1950 et 1966. Par la suite, un autre grand joueur va également battre des records, il s'agit de Hugo Sánchez qui a été appelé 58 fois en équipe nationale sur un laps de temps de 17 ans entre 1977 et 1994 et a inscrit 29 buts avec la tricolore. En 1999, l'IFFHS le classe d'ailleurs 26e meilleur footballeur du XXe siècle et meilleur footballeur de la zone CONCACAF.
En 1986, durant la seconde Coupe du monde organisée par le Mexique, trois joueurs vont sortir du lot dans la sélection mexicaine, Manuel Negrete, qui va inscrire un des buts les plus spectaculaires de la compétition, d'une reprise de volée acrobatique en huitièmes de finale face à la Bulgarie. Pablo Larios, le portier de la sélection qui bien qu'éliminée lors des quarts de finale n'aura perdu aucun match grâce en partie à son gardien.
La génération de joueurs suivante va être celle qui va amener le premier titre majeur de l'histoire de la sélection mexicaine. Alberto García Aspe, Jorge Campos, Pável Pardo ou encore Claudio Suárez, recordman du nombre de sélections, vont amener leur expérience à de jeunes joueurs prometteurs comme Ramón Ramírez, Luis Hernández, Cuauhtémoc Blanco ou Jared Borgetti pour remporter la Coupe des confédérations 1999 qui se déroule au Mexique.
Par la suite, d'autres joueurs marqueront l'histoire de la sélection, comme l'emblématique capitaine de El Tri, Rafael Márquez, Gerardo Torrado ou plus récemment Javier Hernández dit Chicharito, recordman de buts de la sélection avec 50 buts. Rafael Márquez rejoint Antonio Carbajal au club des joueurs ayant disputé cinq phases finales de Coupe du monde (2002 - 2018

## Statistiques

### Classement FIFA
La sélection du Mexique fait son entrée au classement FIFA en août 1993 à la 14e place. Le Mexique reste dans le haut du classement durant de nombreuses années obtenant son meilleur classement en février 1998 en grimpant à la quatrième place du classement. Par la suite, il atteindra encore cette position à quatre reprises, en août 2003, en avril 2004, en juin 2004, et en mai 2006. Mais c'est à partir de 2006 qu'a lieu une cassure et que les Mexicains font un net recul au classement, après avoir longtemps été dans les vingt premiers, ils se retrouvent désormais coincés entre la 20e et la 30e place, occupant leur plus mauvaise position en juillet 2009 avec une 33e place.
| Année               | 1993 | 1994 | 1995 | 1996 | 1997 | 1998 | 1999 | 2000 | 2001 | 2002 | 2003 | 2004 | 2005 | 2006 | 2007 | 2008 | 2009 | 2010 | 2011 | 2012 | 2013 | 2014 | 2015 | 2016 | 2017 | 2018 | 2019 | 2020 | 2021 |
| ------------------- | ---- | ---- | ---- | ---- | ---- | ---- | ---- | ---- | ---- | ---- | ---- | ---- | ---- | ---- | ---- | ---- | ---- | ---- | ---- | ---- | ---- | ---- | ---- | ---- | ---- | ---- | ---- | ---- | ---- |
| Classement mondial  | 16   | 15   | 12   | 11   | 5    | 10   | 10   | 12   | 9    | 8    | 7    | 7    | 5    | 20   | 15   | 26   | 17   | 27   | 21   | 15   | 21   | 20   | 22   | 18   | 16   | 17   | 11   | 9    | 14   |
| Classement Concacaf | 1    | 1    | 1    | 1    | 1    | 1    | 1    | 1    | 1    | 1    | 1    | 1    | 1    | 1    | 1    | 2    | 2    | 2    | 1    | 1    | 2    | 2    | 1    | 2    | 1    | 1    | 1    | 1    | 2    |

### Nations rencontrées
La sélection du Mexique a disputé, entre décembre 1923 et juillet 2017, 850 matchs dans son histoire contre 91 pays différents. Bien qu'elle ait déjà affronté des équipes de tous les continents, la sélection mexicaine a surtout joué contre des sélections proches géographiquement, situées principalement en Amérique du Nord et en Amérique du Sud.

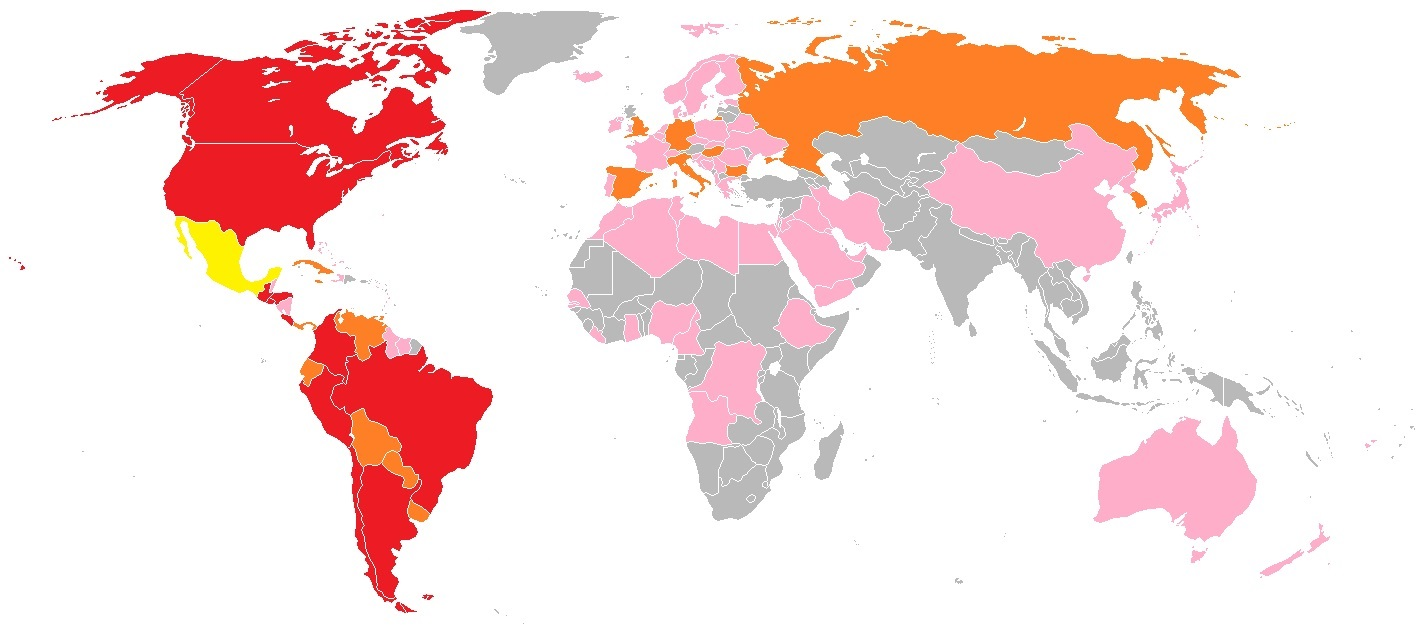
Nombre de matchs disputés contre l'équipe de Mexique de football :
Moins de dix matchs
De dix à vingt matchs
Plus de vingt matchs

Les adversaires que le Mexique a le plus souvent rencontrés sont les États-Unis (68 confrontations), le Costa Rica (51 confrontations) et le Brésil (40 confrontations).
| Adversaire | Total | Victoires | Nuls | Défaites |
| ---------- | ----- | --------- | ---- | -------- |
| États-Unis | 68    | 35        | 15   | 18       |
| Costa Rica | 51    | 29        | 16   | 6        |
| Brésil     | 40    | 10        | 7    | 23       |
| Honduras   | 34    | 20        | 8    | 6        |
| Salvador   | 33    | 28        | 1    | 4        |
| Canada     | 31    | 19        | 8    | 4        |

### Records
La plus large victoire enregistrée par la sélection mexicaine à ce jour a été contre les Bahamas (13-0) lors d'un match amical le 28 avril 1987.
La plus large défaite de la sélection mexicaine l'a été contre l'Angleterre (8-0) lors d'un match amical le 10 mai 1961.